# Llista d'asteroides (347001-348000)
Llista d'asteroides del 347.001 al 348.000, amb data de descoberta i descobridor. És un fragment de la llista d'asteroides completa. Als asteroides se'ls dona un número quan es confirma la seva òrbita, per tant apareixen llistats aproximadament segons la data de descobriment.

## 347001-347100
| Nom          | Designació provisional | Data de descobriment   | Lloc de descobriment | Descobridor/s          |
| ------------ | ---------------------- | ---------------------- | -------------------- | ---------------------- |
| 347001       | 2010 CN220             | 7 de febrer de 2010    | WISE                 | WISE                   |
| 347002       | 2010 CC227             | 9 de febrer de 2010    | WISE                 | WISE                   |
| 347003       | 2010 CH229             | 9 de febrer de 2010    | WISE                 | WISE                   |
| 347004       | 2010 DF2               | 16 de febrer de 2010   | Kitt Peak            | Spacewatch             |
| 347005       | 2010 DJ12              | 20 de febrer de 2010   | Great Shefford       | P. Birtwhistle         |
| 347006       | 2010 DX21              | 17 de febrer de 2010   | Socorro              | LINEAR                 |
| 347007       | 2010 DM23              | 18 de febrer de 2010   | WISE                 | WISE                   |
| 347008       | 2010 DP32              | 18 de febrer de 2010   | WISE                 | WISE                   |
| 347009       | 2010 DF33              | 19 de febrer de 2010   | WISE                 | WISE                   |
| 347010       | 2010 DC37              | 16 de febrer de 2010   | Kitt Peak            | Spacewatch             |
| 347011       | 2010 DF39              | 16 de febrer de 2010   | Kitt Peak            | Spacewatch             |
| 347012       | 2010 DL42              | 17 de febrer de 2010   | Kitt Peak            | Spacewatch             |
| 347013       | 2010 DA43              | 17 de febrer de 2010   | Kitt Peak            | Spacewatch             |
| 347014       | 2010 DT55              | 22 de febrer de 2010   | WISE                 | WISE                   |
| 347015       | 2010 DL74              | 18 de febrer de 2010   | Mount Lemmon         | Mt. Lemmon Survey      |
| 347016       | 2010 DR77              | 16 de febrer de 2010   | Haleakala            | Pan-STARRS 1           |
| 347017       | 2010 DB78              | 16 de febrer de 2010   | Haleakala            | Pan-STARRS 1           |
| 347018       | 2010 DZ78              | 19 de febrer de 2010   | Kitt Peak            | Spacewatch             |
| 347019       | 2010 EL12              | 4 de març de 2010      | Kitt Peak            | Spacewatch             |
| 347020       | 2010 EV20              | 7 de març de 2010      | Taunus               | S. Karge, E. Schwab    |
| 347021       | 2010 EB34              | 5 de març de 2010      | Kitt Peak            | Spacewatch             |
| 347022       | 2010 EV35              | 10 de març de 2010     | La Sagra             | La Sagra               |
| 347023       | 2010 EZ38              | 29 d'abril de 2006     | Siding Spring        | Siding Spring Survey   |
| 347024       | 2010 EQ39              | 10 de març de 2010     | La Sagra             | La Sagra               |
| 347025       | 2010 EP40              | 12 de març de 2010     | Catalina             | CSS                    |
| 347026       | 2010 EN43              | 6 de març de 2010      | Dauban               | F. Kugel               |
| 347027       | 2010 EJ44              | 13 de març de 2010     | Crni Vrh             | Crni Vrh               |
| 347028 Vǎzec | 2010 EV44              | 13 de març de 2010     | LightBuckets         | T. Vorobjov            |
| 347029       | 2010 EV69              | 13 de març de 2010     | Kitt Peak            | Spacewatch             |
| 347030       | 2010 EX70              | 12 de març de 2010     | Kitt Peak            | Spacewatch             |
| 347031       | 2010 EZ76              | 12 de març de 2010     | Kitt Peak            | Spacewatch             |
| 347032       | 2010 EM82              | 12 de març de 2010     | Kitt Peak            | Spacewatch             |
| 347033       | 2010 EK85              | 3 d'octubre de 2003    | Kitt Peak            | Spacewatch             |
| 347034       | 2010 EJ88              | 14 de març de 2010     | Kitt Peak            | Spacewatch             |
| 347035       | 2010 EE94              | 20 de febrer de 2002   | Kitt Peak            | Spacewatch             |
| 347036       | 2010 EH94              | 14 de març de 2010     | Mount Lemmon         | Mt. Lemmon Survey      |
| 347037       | 2010 EU101             | 15 de març de 2010     | Kitt Peak            | Spacewatch             |
| 347038       | 2010 EF104             | 7 de març de 2010      | Crni Vrh             | Crni Vrh               |
| 347039       | 2010 EV106             | 19 de setembre de 2003 | Anderson Mesa        | LONEOS                 |
| 347040       | 2010 EW106             | 7 de setembre de 2008  | Mount Lemmon         | Mt. Lemmon Survey      |
| 347041       | 2010 EH109             | 15 de març de 2010     | Kitt Peak            | Spacewatch             |
| 347042       | 2010 EN113             | 28 d'octubre de 2008   | Kitt Peak            | Spacewatch             |
| 347043       | 2010 EU120             | 17 de gener de 2005    | Kitt Peak            | Spacewatch             |
| 347044       | 2010 EA122             | 22 d'octubre de 2003   | Kitt Peak            | Spacewatch             |
| 347045       | 2010 EU122             | 15 de març de 2010     | Kitt Peak            | Spacewatch             |
| 347046       | 2010 EU123             | 10 de març de 2010     | Purple Mountain      | PMO NEO Survey Program |
| 347047       | 2010 EM124             | 12 de març de 2010     | Catalina             | CSS                    |
| 347048       | 2010 ET124             | 21 d'abril de 2006     | Catalina             | CSS                    |
| 347049       | 2010 EZ126             | 6 d'octubre de 2008    | Mount Lemmon         | Mt. Lemmon Survey      |
| 347050       | 2010 EK127             | 15 de març de 2010     | Catalina             | CSS                    |
| 347051       | 2010 EQ130             | 13 de març de 2010     | Kitt Peak            | Spacewatch             |
| 347052       | 2010 EV130             | 13 de març de 2010     | Mount Lemmon         | Mt. Lemmon Survey      |
| 347053       | 2010 ET137             | 12 de març de 2010     | Kitt Peak            | Spacewatch             |
| 347054       | 2010 EZ137             | 13 de març de 2010     | Catalina             | CSS                    |
| 347055       | 2010 ER138             | 15 de març de 2010     | Mount Lemmon         | Mt. Lemmon Survey      |
| 347056       | 2010 EZ138             | 14 de març de 2010     | La Sagra             | La Sagra               |
| 347057       | 2010 EY139             | 21 de desembre de 2008 | Mount Lemmon         | Mt. Lemmon Survey      |
| 347058       | 2010 EE140             | 15 de març de 2010     | Catalina             | CSS                    |
| 347059       | 2010 FU1               | 16 de març de 2010     | Mount Lemmon         | Mt. Lemmon Survey      |
| 347060       | 2010 FQ3               | 16 de març de 2010     | Mount Lemmon         | Mt. Lemmon Survey      |
| 347061       | 2010 FR4               | 16 de març de 2010     | Mount Lemmon         | Mt. Lemmon Survey      |
| 347062       | 2010 FY10              | 27 d'abril de 2006     | Kitt Peak            | Spacewatch             |
| 347063       | 2010 FY24              | 18 de març de 2010     | Mount Lemmon         | Mt. Lemmon Survey      |
| 347064       | 2010 FF27              | 20 de març de 2010     | Mount Lemmon         | Mt. Lemmon Survey      |
| 347065       | 2010 FT28              | 16 de març de 2010     | Catalina             | CSS                    |
| 347066       | 2010 FY30              | 17 de març de 2010     | Kitt Peak            | Spacewatch             |
| 347067       | 2010 FD31              | 18 de març de 2010     | Kitt Peak            | Spacewatch             |
| 347068       | 2010 FL47              | 2 de febrer de 2005    | Kitt Peak            | Spacewatch             |
| 347069       | 2010 FR54              | 21 de març de 2010     | Kitt Peak            | Spacewatch             |
| 347070       | 2010 FP57              | 30 d'abril de 2006     | Catalina             | CSS                    |
| 347071       | 2010 FW83              | 21 de març de 2010     | Catalina             | CSS                    |
| 347072       | 2010 FF87              | 19 de març de 2010     | Mount Lemmon         | Mt. Lemmon Survey      |
| 347073       | 2010 FW88              | 19 de març de 2010     | Kitt Peak            | Spacewatch             |
| 347074       | 2010 FO100             | 30 de setembre de 2003 | Kitt Peak            | Spacewatch             |
| 347075       | 2010 GS23              | 24 de febrer de 2006   | Kitt Peak            | Spacewatch             |
| 347076       | 2010 GD26              | 4 d'abril de 2010      | Kitt Peak            | Spacewatch             |
| 347077       | 2010 GS27              | 5 d'abril de 2010      | Catalina             | CSS                    |
| 347078       | 2010 GR30              | 4 d'abril de 2010      | Kitt Peak            | Spacewatch             |
| 347079       | 2010 GX31              | 20 de gener de 2010    | WISE                 | WISE                   |
| 347080       | 2010 GM32              | 8 d'abril de 2010      | Crni Vrh             | Crni Vrh               |
| 347081       | 2010 GW35              | 19 de novembre de 2003 | Kitt Peak            | Spacewatch             |
| 347082       | 2010 GV39              | 6 d'abril de 2010      | WISE                 | WISE                   |
| 347083       | 2010 GK75              | 8 d'abril de 2010      | XuYi                 | PMO NEO Survey Program |
| 347084       | 2010 GY96              | 4 d'abril de 2010      | Kitt Peak            | Spacewatch             |
| 347085       | 2010 GD102             | 5 d'abril de 2010      | Kitt Peak            | Spacewatch             |
| 347086       | 2010 GM105             | 7 d'abril de 2010      | Kitt Peak            | Spacewatch             |
| 347087       | 2010 GV108             | 21 de març de 2010     | Kitt Peak            | Spacewatch             |
| 347088       | 2010 GL111             | 13 de setembre de 2007 | Mount Lemmon         | Mt. Lemmon Survey      |
| 347089       | 2010 GD114             | 10 d'abril de 2010     | Kitt Peak            | Spacewatch             |
| 347090       | 2010 GG119             | 11 d'abril de 2010     | Mount Lemmon         | Mt. Lemmon Survey      |
| 347091       | 2010 GF123             | 14 d'abril de 2010     | Kitt Peak            | Spacewatch             |
| 347092       | 2010 GJ132             | 10 d'abril de 2010     | Mount Lemmon         | Mt. Lemmon Survey      |
| 347093       | 2010 GN135             | 4 d'abril de 2010      | Kitt Peak            | Spacewatch             |
| 347094       | 2010 GA136             | 6 d'abril de 2005      | Mount Lemmon         | Mt. Lemmon Survey      |
| 347095       | 2010 GU140             | 15 de gener de 2005    | Kitt Peak            | Spacewatch             |
| 347096       | 2010 GN144             | 11 d'abril de 2010     | Mount Lemmon         | Mt. Lemmon Survey      |
| 347097       | 2010 GJ160             | 5 de desembre de 2008  | Kitt Peak            | Spacewatch             |
| 347098       | 2010 HO17              | 9 de febrer de 2007    | Kitt Peak            | Spacewatch             |
| 347099       | 2010 HO21              | 22 d'abril de 2010     | WISE                 | WISE                   |
| 347100       | 2010 HS23              | 25 d'abril de 2010     | Mount Lemmon         | Mt. Lemmon Survey      |

## 347101-347200
| Nom    | Designació provisional | Data de descobriment   | Lloc de descobriment | Descobridor/s            |
| ------ | ---------------------- | ---------------------- | -------------------- | ------------------------ |
| 347101 | 2010 HZ53              | 12 d'abril de 2004     | Siding Spring        | Siding Spring Survey     |
| 347102 | 2010 HS79              | 20 d'abril de 2010     | Kitt Peak            | Spacewatch               |
| 347103 | 2010 HX79              | 20 d'abril de 2010     | Kitt Peak            | Spacewatch               |
| 347104 | 2010 HJ103             | 12 d'abril de 2004     | Kitt Peak            | Spacewatch               |
| 347105 | 2010 HO103             | 1 d'octubre de 2008    | Mount Lemmon         | Mt. Lemmon Survey        |
| 347106 | 2010 HG104             | 16 d'abril de 2010     | Siding Spring        | Siding Spring Survey     |
| 347107 | 2010 HD105             | 8 d'octubre de 2007    | Mount Lemmon         | Mt. Lemmon Survey        |
| 347108 | 2010 HJ107             | 18 de setembre de 2006 | Catalina             | CSS                      |
| 347109 | 2010 JX29              | 3 de maig de 2010      | Kitt Peak            | Spacewatch               |
| 347110 | 2010 JD37              | 17 d'abril de 2010     | Kitt Peak            | Spacewatch               |
| 347111 | 2010 JR43              | 15 de maig de 2005     | Palomar              | NEAT                     |
| 347112 | 2010 JE48              | 25 de setembre de 2006 | Kitt Peak            | Spacewatch               |
| 347113 | 2010 JA74              | 8 de maig de 2010      | Mount Lemmon         | Mt. Lemmon Survey        |
| 347114 | 2010 JS76              | 17 de novembre de 1998 | Kitt Peak            | Spacewatch               |
| 347115 | 2010 JK78              | 11 de maig de 2010     | Mount Lemmon         | Mt. Lemmon Survey        |
| 347116 | 2010 JY79              | 12 de maig de 2010     | Kitt Peak            | Spacewatch               |
| 347117 | 2010 JK80              | 4 de maig de 2010      | Catalina             | CSS                      |
| 347118 | 2010 JS82              | 12 de maig de 2010     | Nogales              | Tenagra II               |
| 347119 | 2010 JT116             | 4 de maig de 2010      | Catalina             | CSS                      |
| 347120 | 2010 JF122             | 13 de maig de 2010     | Kitt Peak            | Spacewatch               |
| 347121 | 2010 JU149             | 7 de maig de 2010      | Mount Lemmon         | Mt. Lemmon Survey        |
| 347122 | 2010 JU151             | 17 de febrer de 2001   | Haleakala            | NEAT                     |
| 347123 | 2010 JF155             | 7 de novembre de 2007  | Kitt Peak            | Spacewatch               |
| 347124 | 2010 JQ162             | 1 d'abril de 2005      | Kitt Peak            | Spacewatch               |
| 347125 | 2010 JN164             | 9 de maig de 2010      | Mount Lemmon         | Mt. Lemmon Survey        |
| 347126 | 2010 JF168             | 12 de maig de 2010     | Kitt Peak            | Spacewatch               |
| 347127 | 2010 JO174             | 11 de maig de 2010     | Mount Lemmon         | Mt. Lemmon Survey        |
| 347128 | 2010 JQ175             | 13 de maig de 2010     | Kitt Peak            | Spacewatch               |
| 347129 | 2010 JZ175             | 14 de maig de 2010     | Mount Lemmon         | Mt. Lemmon Survey        |
| 347130 | 2010 KT9               | 17 de maig de 2010     | Kitt Peak            | Spacewatch               |
| 347131 | 2010 KB62              | 24 de maig de 2010     | Mount Lemmon         | Mt. Lemmon Survey        |
| 347132 | 2010 LE33              | 6 de juny de 2010      | WISE                 | WISE                     |
| 347133 | 2010 LT77              | 10 de juny de 2010     | WISE                 | WISE                     |
| 347134 | 2010 MC113             | 2 de febrer de 2006    | Mount Lemmon         | Mt. Lemmon Survey        |
| 347135 | 2010 NZ93              | 3 de juliol de 2010    | WISE                 | WISE                     |
| 347136 | 2010 OO33              | 20 de juliol de 2010   | WISE                 | WISE                     |
| 347137 | 2010 OO46              | 22 de juliol de 2010   | WISE                 | WISE                     |
| 347138 | 2010 OB50              | 22 de juliol de 2010   | WISE                 | WISE                     |
| 347139 | 2010 OF66              | 22 d'abril de 2004     | Kitt Peak            | Spacewatch               |
| 347140 | 2010 OU70              | 25 de juliol de 2010   | WISE                 | WISE                     |
| 347141 | 2010 OO71              | 17 de desembre de 2003 | Kitt Peak            | Spacewatch               |
| 347142 | 2010 OB77              | 30 de desembre de 2008 | Mount Lemmon         | Mt. Lemmon Survey        |
| 347143 | 2010 OX88              | 27 de juliol de 2010   | WISE                 | WISE                     |
| 347144 | 2010 OR98              | 28 de juliol de 2010   | WISE                 | WISE                     |
| 347145 | 2010 OF121             | 31 de juliol de 2010   | WISE                 | WISE                     |
| 347146 | 2010 OC122             | 31 de juliol de 2010   | WISE                 | WISE                     |
| 347147 | 2010 SJ33              | 28 de setembre de 2006 | Kitt Peak            | Spacewatch               |
| 347148 | 2010 WY                | 17 d'octubre de 2009   | Catalina             | CSS                      |
| 347149 | 2011 CB76              | 3 de juliol de 2005    | Siding Spring        | Siding Spring Survey     |
| 347150 | 2011 CH76              | 6 de setembre de 2004  | Siding Spring        | Siding Spring Survey     |
| 347151 | 2011 CP87              | 16 de setembre de 2009 | Kitt Peak            | Spacewatch               |
| 347152 | 2011 CV88              | 16 de març de 2007     | Kitt Peak            | Spacewatch               |
| 347153 | 2011 EZ13              | 18 de novembre de 1995 | Kitt Peak            | Spacewatch               |
| 347154 | 2011 EE14              | 2 de març de 2011      | Mount Lemmon         | Mt. Lemmon Survey        |
| 347155 | 2011 ET19              | 11 d'octubre de 2004   | Kitt Peak            | Spacewatch               |
| 347156 | 2011 EZ42              | 7 d'agost de 2004      | Siding Spring        | Siding Spring Survey     |
| 347157 | 2011 EG63              | 28 de gener de 2006    | Mount Lemmon         | Mt. Lemmon Survey        |
| 347158 | 2011 EA72              | 10 de gener de 2002    | Palomar              | NEAT                     |
| 347159 | 2011 FL7               | 1 d'octubre de 2005    | Mount Lemmon         | Mt. Lemmon Survey        |
| 347160 | 2011 FB8               | 26 de març de 2007     | Mount Lemmon         | Mt. Lemmon Survey        |
| 347161 | 2011 FW8               | 6 de febrer de 2007    | Kitt Peak            | Spacewatch               |
| 347162 | 2011 FN12              | 8 d'abril de 1995      | Kitt Peak            | T. J. Balonek            |
| 347163 | 2011 FD13              | 25 d'abril de 2004     | Catalina             | CSS                      |
| 347164 | 2011 FZ17              | 12 d'abril de 2007     | Siding Spring        | Siding Spring Survey     |
| 347165 | 2011 FU19              | 6 de setembre de 2008  | Catalina             | CSS                      |
| 347166 | 2011 FN24              | 15 de maig de 2001     | Haleakala            | NEAT                     |
| 347167 | 2011 FE29              | 4 d'agost de 2005      | Palomar              | NEAT                     |
| 347168 | 2011 FU32              | 12 de maig de 2007     | Kitt Peak            | Spacewatch               |
| 347169 | 2011 FJ33              | 14 d'octubre de 2001   | Apache Point         | Sloan Digital Sky Survey |
| 347170 | 2011 FD41              | 4 de setembre de 2007  | Mount Lemmon         | Mt. Lemmon Survey        |
| 347171 | 2011 FO46              | 24 d'agost de 2008     | Kitt Peak            | Spacewatch               |
| 347172 | 2011 FB60              | 27 d'agost de 2008     | Hibiscus             | N. Teamo                 |
| 347173 | 2011 FG94              | 30 de juliol de 2008   | Mount Lemmon         | Mt. Lemmon Survey        |
| 347174 | 2011 FO134             | 28 de juliol de 2005   | Palomar              | NEAT                     |
| 347175 | 2011 FB143             | 8 de febrer de 2007    | Mount Lemmon         | Mt. Lemmon Survey        |
| 347176 | 2011 FT147             | 17 d'octubre de 2009   | Mount Lemmon         | Mt. Lemmon Survey        |
| 347177 | 2011 FE149             | 7 d'octubre de 2005    | Anderson Mesa        | LONEOS                   |
| 347178 | 2011 FA150             | 14 de gener de 2011    | Kitt Peak            | Spacewatch               |
| 347179 | 2011 FJ150             | 11 de desembre de 2009 | Mount Lemmon         | Mt. Lemmon Survey        |
| 347180 | 2011 FW154             | 26 de març de 2003     | Apache Point         | Sloan Digital Sky Survey |
| 347181 | 2011 GD11              | 24 d'octubre de 2009   | Kitt Peak            | Spacewatch               |
| 347182 | 2011 GM15              | 20 de maig de 2006     | Kitt Peak            | Spacewatch               |
| 347183 | 2011 GH31              | 4 d'octubre de 2004    | Kitt Peak            | Spacewatch               |
| 347184 | 2011 GG42              | 9 de novembre de 2009  | Kitt Peak            | Spacewatch               |
| 347185 | 2011 GA45              | 16 de maig de 2004     | Siding Spring        | Siding Spring Survey     |
| 347186 | 2011 GW48              | 29 d'octubre de 2008   | Mount Lemmon         | Mt. Lemmon Survey        |
| 347187 | 2011 GK49              | 17 de març de 2004     | Kitt Peak            | Spacewatch               |
| 347188 | 2011 GL55              | 13 d'agost de 2002     | Socorro              | LINEAR                   |
| 347189 | 2011 GM57              | 24 de març de 2006     | Anderson Mesa        | LONEOS                   |
| 347190 | 2011 GX59              | 3 de novembre de 2005  | Mount Lemmon         | Mt. Lemmon Survey        |
| 347191 | 2011 GP70              | 13 de desembre de 2006 | Kitt Peak            | Spacewatch               |
| 347192 | 2011 GU73              | 10 de gener de 2007    | Kitt Peak            | Spacewatch               |
| 347193 | 2011 GZ81              | 8 de setembre de 2007  | Costitx              | OAM                      |
| 347194 | 2011 HK6               | 17 de març de 2004     | Socorro              | LINEAR                   |
| 347195 | 2011 HW6               | 14 de novembre de 2007 | Mount Lemmon         | Mt. Lemmon Survey        |
| 347196 | 2011 HV7               | 14 de novembre de 2007 | Mount Lemmon         | Mt. Lemmon Survey        |
| 347197 | 2011 HV10              | 11 de març de 2007     | Kitt Peak            | Spacewatch               |
| 347198 | 2011 HZ16              | 14 de setembre de 2005 | Catalina             | CSS                      |
| 347199 | 2011 HG18              | 29 de juliol de 2008   | Kitt Peak            | Spacewatch               |
| 347200 | 2011 HX18              | 19 de novembre de 2008 | Catalina             | CSS                      |

## 347201-347300
| Nom    | Designació provisional | Data de descobriment   | Lloc de descobriment | Descobridor/s            |
| ------ | ---------------------- | ---------------------- | -------------------- | ------------------------ |
| 347201 | 2011 HN19              | 6 de setembre de 2008  | Catalina             | CSS                      |
| 347202 | 2011 HD21              | 5 d'abril de 2005      | Palomar              | NEAT                     |
| 347203 | 2011 HT26              | 21 de febrer de 2006   | Mount Lemmon         | Mt. Lemmon Survey        |
| 347204 | 2011 HB28              | 30 d'abril de 1997     | Socorro              | LINEAR                   |
| 347205 | 2011 HC28              | 26 de març de 2001     | Socorro              | LINEAR                   |
| 347206 | 2011 HD29              | 22 de maig de 2001     | Kitt Peak            | Spacewatch               |
| 347207 | 2011 HM30              | 30 d'agost de 2005     | Kitt Peak            | Spacewatch               |
| 347208 | 2011 HG32              | 23 de juny de 2003     | Anderson Mesa        | LONEOS                   |
| 347209 | 2011 HN34              | 15 d'octubre de 1995   | Kitt Peak            | Spacewatch               |
| 347210 | 2011 HT35              | 9 de març de 2005      | Kitt Peak            | Spacewatch               |
| 347211 | 2011 HF36              | 3 d'abril de 2011      | Haleakala            | Pan-STARRS 1             |
| 347212 | 2011 HK37              | 29 d'octubre de 2003   | Kitt Peak            | Spacewatch               |
| 347213 | 2011 HD50              | 19 d'abril de 2006     | Kitt Peak            | Spacewatch               |
| 347214 | 2011 HX54              | 27 de desembre de 2006 | Mount Lemmon         | Mt. Lemmon Survey        |
| 347215 | 2011 HD60              | 6 d'octubre de 2005    | Kitt Peak            | Spacewatch               |
| 347216 | 2011 HD64              | 5 de novembre de 2005  | Kitt Peak            | Spacewatch               |
| 347217 | 2011 HO65              | 21 de maig de 2006     | Kitt Peak            | Spacewatch               |
| 347218 | 2011 HR69              | 17 de febrer de 2004   | Kitt Peak            | Spacewatch               |
| 347219 | 2011 HS71              | 18 d'abril de 1996     | Kitt Peak            | Spacewatch               |
| 347220 | 2011 HQ72              | 8 de juliol de 2003    | Palomar              | NEAT                     |
| 347221 | 2011 HV73              | 12 de juliol de 2002   | Palomar              | NEAT                     |
| 347222 | 2011 HN76              | 10 de novembre de 2009 | Kitt Peak            | Spacewatch               |
| 347223 | 2011 HW77              | 8 de novembre de 2008  | Mount Lemmon         | Mt. Lemmon Survey        |
| 347224 | 2011 HO78              | 20 de març de 2004     | Kitt Peak            | Spacewatch               |
| 347225 | 2011 HP81              | 31 de desembre de 2005 | Kitt Peak            | Spacewatch               |
| 347226 | 2011 HM82              | 3 de setembre de 2008  | La Sagra             | La Sagra                 |
| 347227 | 2011 HS82              | 1 d'octubre de 2005    | Mount Lemmon         | Mt. Lemmon Survey        |
| 347228 | 2011 HT86              | 26 d'abril de 2011     | Kitt Peak            | Spacewatch               |
| 347229 | 2011 HW91              | 28 d'abril de 2004     | Kitt Peak            | Spacewatch               |
| 347230 | 2011 HJ95              | 18 de setembre de 2001 | Kitt Peak            | Spacewatch               |
| 347231 | 2011 JU7               | 27 de desembre de 2006 | Mount Lemmon         | Mt. Lemmon Survey        |
| 347232 | 2011 JN8               | 5 de novembre de 2004  | Palomar              | NEAT                     |
| 347233 | 2011 JZ9               | 26 d'octubre de 2008   | Mount Lemmon         | Mt. Lemmon Survey        |
| 347234 | 2011 JL10              | 11 de juliol de 2005   | Kitt Peak            | Spacewatch               |
| 347235 | 2011 JT10              | 31 de gener de 2006    | Kitt Peak            | Spacewatch               |
| 347236 | 2011 JJ11              | 21 d'agost de 2004     | Siding Spring        | Siding Spring Survey     |
| 347237 | 2011 JY11              | 4 de novembre de 2005  | Kitt Peak            | Spacewatch               |
| 347238 | 2011 JO15              | 4 de maig de 2003      | Haleakala            | NEAT                     |
| 347239 | 2011 JG17              | 11 de març de 2007     | Kitt Peak            | Spacewatch               |
| 347240 | 2011 JS17              | 31 de gener de 2006    | Kitt Peak            | Spacewatch               |
| 347241 | 2011 JC18              | 29 de setembre de 2008 | Mount Lemmon         | Mt. Lemmon Survey        |
| 347242 | 2011 JD25              | 16 de gener de 2004    | Kitt Peak            | Spacewatch               |
| 347243 | 2011 JJ26              | 9 de setembre de 2007  | Kitt Peak            | Spacewatch               |
| 347244 | 2011 JK27              | 2 de febrer de 2006    | Kitt Peak            | Spacewatch               |
| 347245 | 2011 JM28              | 31 d'octubre de 2005   | Kitt Peak            | Spacewatch               |
| 347246 | 2011 JY28              | 21 de novembre de 2009 | Kitt Peak            | Spacewatch               |
| 347247 | 2011 JJ29              | 13 de març de 2007     | Kitt Peak            | Spacewatch               |
| 347248 | 2011 KX1               | 8 de maig de 2006      | Mount Lemmon         | Mt. Lemmon Survey        |
| 347249 | 2011 KO2               | 22 d'octubre de 2005   | Kitt Peak            | Spacewatch               |
| 347250 | 2011 KX4               | 1 de novembre de 2005  | Mount Lemmon         | Mt. Lemmon Survey        |
| 347251 | 2011 KK7               | 28 d'agost de 2005     | Kitt Peak            | Spacewatch               |
| 347252 | 2011 KD8               | 30 de novembre de 2003 | Kitt Peak            | Spacewatch               |
| 347253 | 2011 KU8               | 3 de juny de 2003      | Kitt Peak            | Spacewatch               |
| 347254 | 2011 KZ8               | 8 de novembre de 2009  | Kitt Peak            | Spacewatch               |
| 347255 | 2011 KW9               | 21 de setembre de 2003 | Kitt Peak            | Spacewatch               |
| 347256 | 2011 KE10              | 22 de setembre de 2008 | Kitt Peak            | Spacewatch               |
| 347257 | 2011 KG11              | 11 d'abril de 2004     | Palomar              | NEAT                     |
| 347258 | 2011 KJ17              | 21 d'agost de 2006     | Kitt Peak            | Spacewatch               |
| 347259 | 2011 KS17              | 7 d'octubre de 2008    | Mount Lemmon         | Mt. Lemmon Survey        |
| 347260 | 2011 KU18              | 28 de setembre de 2003 | Kitt Peak            | Spacewatch               |
| 347261 | 2011 KB20              | 8 de gener de 2006     | Mount Lemmon         | Mt. Lemmon Survey        |
| 347262 | 2011 KB24              | 10 de març de 2007     | Kitt Peak            | Spacewatch               |
| 347263 | 2011 KH27              | 3 de novembre de 2008  | Mount Lemmon         | Mt. Lemmon Survey        |
| 347264 | 2011 KU27              | 9 d'agost de 2007      | Socorro              | LINEAR                   |
| 347265 | 2011 KB28              | 30 d'octubre de 2008   | Kitt Peak            | Spacewatch               |
| 347266 | 2011 KR28              | 13 de juny de 2004     | Saint-Sulpice        | B. Christophe            |
| 347267 | 2011 KS28              | 27 de gener de 2006    | Kitt Peak            | Spacewatch               |
| 347268 | 2011 KZ29              | 27 d'octubre de 2005   | Kitt Peak            | Spacewatch               |
| 347269 | 2011 KH30              | 14 de desembre de 2004 | Kitt Peak            | Spacewatch               |
| 347270 | 2011 KR30              | 2 de maig de 2000      | Kitt Peak            | Spacewatch               |
| 347271 | 2011 KQ31              | 12 de febrer de 2002   | Kitt Peak            | Spacewatch               |
| 347272 | 2011 KG34              | 6 de març de 2002      | Palomar              | NEAT                     |
| 347273 | 2011 KH37              | 9 de novembre de 2008  | Kitt Peak            | Spacewatch               |
| 347274 | 2011 KK43              | 6 de febrer de 2007    | Mount Lemmon         | Mt. Lemmon Survey        |
| 347275 | 2011 LJ                | 17 de març de 2004     | Apache Point         | Sloan Digital Sky Survey |
| 347276 | 2011 LF3               | 3 de desembre de 2005  | Mauna Kea            | A. Boattini              |
| 347277 | 2011 LN3               | 4 de novembre de 2005  | Kitt Peak            | Spacewatch               |
| 347278 | 2011 LS5               | 7 de novembre de 2008  | Mount Lemmon         | Mt. Lemmon Survey        |
| 347279 | 2011 LC6               | 30 de novembre de 2005 | Mount Lemmon         | Mt. Lemmon Survey        |
| 347280 | 2011 LR6               | 7 de novembre de 2005  | Mauna Kea            | A. Boattini              |
| 347281 | 2011 LU6               | 1 d'octubre de 2005    | Mount Lemmon         | Mt. Lemmon Survey        |
| 347282 | 2011 LX11              | 5 de desembre de 2005  | Mount Lemmon         | Mt. Lemmon Survey        |
| 347283 | 2011 LH12              | 5 de setembre de 2008  | Kitt Peak            | Spacewatch               |
| 347284 | 2011 LD18              | 24 de febrer de 2006   | Catalina             | CSS                      |
| 347285 | 2011 LP21              | 20 de març de 1999     | Apache Point         | Sloan Digital Sky Survey |
| 347286 | 2011 LR27              | 21 de febrer de 2007   | Mount Lemmon         | Mt. Lemmon Survey        |
| 347287 | 2011 MG                | 10 d'agost de 2001     | Palomar              | NEAT                     |
| 347288 | 2011 MU4               | 13 de desembre de 2007 | Socorro              | LINEAR                   |
| 347289 | 2011 MV6               | 4 de maig de 2000      | Apache Point         | Sloan Digital Sky Survey |
| 347290 | 2011 MT7               | 21 de juliol de 2002   | Palomar              | NEAT                     |
| 347291 | 2011 MQ10              | 3 de juliol de 2000    | Kitt Peak            | Spacewatch               |
| 347292 | 2011 NB3               | 1 d'octubre de 2003    | Kitt Peak            | Spacewatch               |
| 347293 | 2011 OT2               | 25 d'octubre de 2008   | Kitt Peak            | Spacewatch               |
| 347294 | 2011 OF3               | 1 d'agost de 2000      | Cerro Tololo         | M. W. Buie               |
| 347295 | 2011 OM3               | 8 de febrer de 2010    | WISE                 | WISE                     |
| 347296 | 2011 OT5               | 16 de gener de 2005    | Kitt Peak            | Spacewatch               |
| 347297 | 2011 OW19              | 16 de setembre de 2006 | Catalina             | CSS                      |
| 347298 | 2011 OZ20              | 15 de desembre de 2004 | Socorro              | LINEAR                   |
| 347299 | 2011 OA28              | 1 de juny de 2011      | ESA OGS              | ESA OGS                  |
| 347300 | 2011 OQ34              | 14 de desembre de 2004 | Socorro              | LINEAR                   |

## 347301-347400
| Nom    | Designació provisional | Data de descobriment   | Lloc de descobriment | Descobridor/s                                          |
| ------ | ---------------------- | ---------------------- | -------------------- | ------------------------------------------------------ |
| 347301 | 2011 OR35              | 17 de desembre de 2003 | Kitt Peak            | Spacewatch                                             |
| 347302 | 2011 OH51              | 21 de febrer de 2009   | Mount Lemmon         | Mt. Lemmon Survey                                      |
| 347303 | 2011 PS3               | 3 de juliol de 1995    | Kitt Peak            | Spacewatch                                             |
| 347304 | 2011 PK7               | 20 de desembre de 2007 | Mount Lemmon         | Mt. Lemmon Survey                                      |
| 347305 | 2011 QT3               | 4 d'octubre de 2003    | Kitt Peak            | Spacewatch                                             |
| 347306 | 2011 QN4               | 19 de setembre de 1995 | Kitt Peak            | Spacewatch                                             |
| 347307 | 2011 QW5               | 20 d'octubre de 2006   | Kitt Peak            | Spacewatch                                             |
| 347308 | 2011 QN6               | 17 de novembre de 2007 | Kitt Peak            | Spacewatch                                             |
| 347309 | 2011 QQ10              | 20 de setembre de 2006 | Catalina             | CSS                                                    |
| 347310 | 2011 QF17              | 5 de juliol de 2005    | Palomar              | NEAT                                                   |
| 347311 | 2011 QF28              | 4 de febrer de 2009    | Mount Lemmon         | Mt. Lemmon Survey                                      |
| 347312 | 2011 QL33              | 21 de novembre de 2001 | Apache Point         | Sloan Digital Sky Survey                               |
| 347313 | 2011 QB46              | 1 de febrer de 2006    | Mount Lemmon         | Mt. Lemmon Survey                                      |
| 347314 | 2011 QE46              | 5 d'abril de 2008      | Kitt Peak            | Spacewatch                                             |
| 347315 | 2011 QK46              | 11 de novembre de 2001 | Apache Point         | Sloan Digital Sky Survey                               |
| 347316 | 2011 QJ63              | 17 d'octubre de 2001   | Socorro              | LINEAR                                                 |
| 347317 | 2011 QX75              | 30 de setembre de 2006 | Mount Lemmon         | Mt. Lemmon Survey                                      |
| 347318 | 2011 QV76              | 4 de març de 2005      | Mount Lemmon         | Mt. Lemmon Survey                                      |
| 347319 | 2011 QB96              | 10 de desembre de 2004 | Socorro              | LINEAR                                                 |
| 347320 | 2011 RS15              | 7 de novembre de 2007  | Kitt Peak            | Spacewatch                                             |
| 347321 | 2011 SH6               | 12 d'octubre de 2006   | Palomar              | NEAT                                                   |
| 347322 | 2011 SB27              | 15 de març de 2004     | Kitt Peak            | Spacewatch                                             |
| 347323 | 2011 SM39              | 12 de març de 2010     | WISE                 | WISE                                                   |
| 347324 | 2011 SE72              | 28 de gener de 2003    | Apache Point         | Sloan Digital Sky Survey                               |
| 347325 | 2011 SM117             | 12 de març de 2003     | Kitt Peak            | Spacewatch                                             |
| 347326 | 2011 SZ178             | 17 de març de 2009     | Kitt Peak            | Spacewatch                                             |
| 347327 | 2011 SV196             | 14 de novembre de 2006 | Mount Lemmon         | Mt. Lemmon Survey                                      |
| 347328 | 2011 SC218             | 14 de maig de 2004     | Kitt Peak            | Spacewatch                                             |
| 347329 | 2011 SZ263             | 30 de setembre de 2006 | Mount Lemmon         | Mt. Lemmon Survey                                      |
| 347330 | 2011 SV266             | 18 de març de 2007     | Kitt Peak            | Spacewatch                                             |
| 347331 | 2011 UE121             | 11 de setembre de 2005 | Kitt Peak            | Spacewatch                                             |
| 347332 | 2011 UK295             | 28 d'octubre de 2006   | Kitt Peak            | Spacewatch                                             |
| 347333 | 2012 BV19              | 13 de novembre de 2005 | Palomar              | NEAT                                                   |
| 347334 | 2012 MV5               | 23 de novembre de 2009 | Mount Lemmon         | Mt. Lemmon Survey                                      |
| 347335 | 2012 NF1               | 24 d'agost de 2001     | Socorro              | LINEAR                                                 |
| 347336 | 2012 NN1               | 18 d'agost de 2007     | XuYi                 | PMO NEO Survey Program                                 |
| 347337 | 2012 OR5               | 9 de març de 2006      | Kitt Peak            | Spacewatch                                             |
| 347338 | 2012 OC6               | 20 de març de 2007     | Mount Lemmon         | Mt. Lemmon Survey                                      |
| 347339 | 2012 PN12              | 2 de març de 2006      | Kitt Peak            | Spacewatch                                             |
| 347340 | 2012 PM16              | 20 de setembre de 2001 | Apache Point         | Sloan Digital Sky Survey                               |
| 347341 | 2012 PF18              | 7 de febrer de 2002    | Socorro              | LINEAR                                                 |
| 347342 | 2012 PC31              | 17 de gener de 2010    | Kitt Peak            | Spacewatch                                             |
| 347343 | 2012 PK31              | 1 de desembre de 2005  | Kitt Peak            | Spacewatch                                             |
| 347344 | 2012 PW36              | 19 de març de 2001     | Kitt Peak            | Spacewatch                                             |
| 347345 | 2012 QQ9               | 2 de desembre de 2005  | Mount Lemmon         | Mt. Lemmon Survey                                      |
| 347346 | 2012 QD13              | 22 de setembre de 1995 | Kitt Peak            | Spacewatch                                             |
| 347347 | 2012 QV16              | 29 de maig de 2008     | Mount Lemmon         | Mt. Lemmon Survey                                      |
| 347348 | 2012 QM20              | 5 de setembre de 2007  | Catalina             | CSS                                                    |
| 347349 | 2012 QP20              | 15 de gener de 2004    | Kitt Peak            | Spacewatch                                             |
| 347350 | 2012 QK21              | 31 de maig de 2008     | Mount Lemmon         | Mt. Lemmon Survey                                      |
| 347351 | 2012 QW22              | 28 de setembre de 2003 | Kitt Peak            | Spacewatch                                             |
| 347352 | 2012 QX22              | 21 de setembre de 2001 | Kitt Peak            | Spacewatch                                             |
| 347353 | 2012 QX24              | 4 de novembre de 2005  | Mount Lemmon         | Mt. Lemmon Survey                                      |
| 347354 | 2012 QU29              | 9 de gener de 2006     | Kitt Peak            | Spacewatch                                             |
| 347355 | 2012 QV33              | 16 d'abril de 2007     | Mount Lemmon         | Mt. Lemmon Survey                                      |
| 347356 | 2012 QK35              | 7 de febrer de 2000    | Kitt Peak            | Spacewatch                                             |
| 347357 | 2012 QQ36              | 21 de desembre de 2005 | Kitt Peak            | Spacewatch                                             |
| 347358 | 2012 QR40              | 1 de febrer de 2003    | Palomar              | NEAT                                                   |
| 347359 | 2012 QF41              | 1 de desembre de 2005  | Mount Lemmon         | Mt. Lemmon Survey                                      |
| 347360 | 2012 QU41              | 24 d'octubre de 2008   | Catalina             | CSS                                                    |
| 347361 | 2012 QV41              | 16 d'octubre de 1977   | Palomar              | C. J. van Houten, I. van Houten-Groeneveld, T. Gehrels |
| 347362 | 2012 QB42              | 9 de juliol de 2002    | Palomar              | NEAT                                                   |
| 347363 | 2012 QR51              | 15 d'octubre de 1995   | Kitt Peak            | Spacewatch                                             |
| 347364 | 2012 RQ1               | 4 de setembre de 2002  | Anderson Mesa        | LONEOS                                                 |
| 347365 | 2012 RK3               | 15 de març de 2004     | Socorro              | LINEAR                                                 |
| 347366 | 2012 RL4               | 26 de juliol de 2001   | Kitt Peak            | Spacewatch                                             |
| 347367 | 2012 RS4               | 30 de setembre de 2005 | Kitt Peak            | Spacewatch                                             |
| 347368 | 2012 RD6               | 16 d'agost de 2006     | Siding Spring        | Siding Spring Survey                                   |
| 347369 | 2012 RK6               | 22 d'octubre de 2005   | Kitt Peak            | Spacewatch                                             |
| 347370 | 2012 RU6               | 6 de setembre de 2008  | Catalina             | CSS                                                    |
| 347371 | 2012 RL7               | 23 d'agost de 2001     | Anderson Mesa        | LONEOS                                                 |
| 347372 | 2012 RQ8               | 14 d'octubre de 2001   | Socorro              | LINEAR                                                 |
| 347373 | 2012 RZ8               | 29 de juliol de 2008   | Mount Lemmon         | Mt. Lemmon Survey                                      |
| 347374 | 2012 RM10              | 14 de febrer de 2000   | Kitt Peak            | Spacewatch                                             |
| 347375 | 2012 RL12              | 3 d'octubre de 1996    | Prescott             | P. G. Comba                                            |
| 347376 | 2012 RU12              | 9 de gener de 2006     | Kitt Peak            | Spacewatch                                             |
| 347377 | 2012 RH14              | 4 d'octubre de 2002    | Socorro              | LINEAR                                                 |
| 347378 | 2012 RM14              | 15 de setembre de 2012 | Kitt Peak            | Spacewatch                                             |
| 347379 | 2012 RV17              | 29 d'abril de 2008     | Mount Lemmon         | Mt. Lemmon Survey                                      |
| 347380 | 2012 RX17              | 26 de setembre de 2003 | Desert Eagle         | W. K. Y. Yeung                                         |
| 347381 | 2012 RG19              | 23 de febrer de 2007   | Mount Lemmon         | Mt. Lemmon Survey                                      |
| 347382 | 2012 RS19              | 19 de novembre de 2009 | Kitt Peak            | Spacewatch                                             |
| 347383 | 2012 RB21              | 8 de gener de 2005     | Campo Imperatore     | CINEOS                                                 |
| 347384 | 2012 RB24              | 29 de novembre de 2003 | Kitt Peak            | Spacewatch                                             |
| 347385 | 2012 RO24              | 14 de setembre de 2006 | Catalina             | CSS                                                    |
| 347386 | 2012 RO25              | 29 de desembre de 2003 | Kitt Peak            | Spacewatch                                             |
| 347387 | 2012 RL29              | 23 d'octubre de 2001   | Socorro              | LINEAR                                                 |
| 347388 | 2012 RF34              | 4 d'octubre de 2002    | Campo Imperatore     | CINEOS                                                 |
| 347389 | 2012 RH34              | 27 de setembre de 2003 | Kitt Peak            | Spacewatch                                             |
| 347390 | 2012 RV34              | 24 d'octubre de 2003   | Kitt Peak            | Spacewatch                                             |
| 347391 | 2012 RL35              | 29 de novembre de 2005 | Mount Lemmon         | Mt. Lemmon Survey                                      |
| 347392 | 2012 RP35              | 19 d'agost de 2006     | Kitt Peak            | Spacewatch                                             |
| 347393 | 2012 RR41              | 26 de febrer de 2004   | Kitt Peak            | M. W. Buie                                             |
| 347394 | 2012 SK1               | 7 de gener de 2006     | Mount Lemmon         | Mt. Lemmon Survey                                      |
| 347395 | 2012 SQ4               | 23 de febrer de 2007   | Mount Lemmon         | Mt. Lemmon Survey                                      |
| 347396 | 2012 SZ5               | 31 d'agost de 2005     | Kitt Peak            | Spacewatch                                             |
| 347397 | 2012 SD6               | 11 d'octubre de 2001   | Palomar              | NEAT                                                   |
| 347398 | 2012 SW8               | 1 d'octubre de 2008    | Kitt Peak            | Spacewatch                                             |
| 347399 | 2012 SR11              | 15 de gener de 2005    | Kitt Peak            | Spacewatch                                             |
| 347400 | 2012 SW11              | 14 d'agost de 2001     | Haleakala            | NEAT                                                   |

## 347401-347500
| Nom    | Designació provisional | Data de descobriment   | Lloc de descobriment | Descobridor/s                                          |
| ------ | ---------------------- | ---------------------- | -------------------- | ------------------------------------------------------ |
| 347401 | 2012 SB13              | 16 d'octubre de 2007   | Mount Lemmon         | Mt. Lemmon Survey                                      |
| 347402 | 2012 SG15              | 25 d'agost de 1995     | Kitt Peak            | Spacewatch                                             |
| 347403 | 2012 SN17              | 19 de setembre de 2003 | Kitt Peak            | Spacewatch                                             |
| 347404 | 2012 SU20              | 16 de novembre de 2003 | Kitt Peak            | Spacewatch                                             |
| 347405 | 2012 SM22              | 9 de novembre de 1999  | Socorro              | LINEAR                                                 |
| 347406 | 2012 SX27              | 24 de setembre de 2008 | Mount Lemmon         | Mt. Lemmon Survey                                      |
| 347407 | 2012 SF30              | 31 de gener de 2006    | Kitt Peak            | Spacewatch                                             |
| 347408 | 2012 SJ31              | 1 de juny de 2008      | Mount Lemmon         | Mt. Lemmon Survey                                      |
| 347409 | 2012 SL31              | 19 de setembre de 2001 | Socorro              | LINEAR                                                 |
| 347410 | 2012 SO31              | 2 de novembre de 2008  | Mount Lemmon         | Mt. Lemmon Survey                                      |
| 347411 | 2012 SV32              | 30 de gener de 2004    | Kitt Peak            | Spacewatch                                             |
| 347412 | 2012 SJ34              | 11 d'abril de 2005     | Mount Lemmon         | Mt. Lemmon Survey                                      |
| 347413 | 2012 SA37              | 11 de setembre de 2004 | Kitt Peak            | Spacewatch                                             |
| 347414 | 2012 SS38              | 27 d'agost de 2006     | Anderson Mesa        | LONEOS                                                 |
| 347415 | 2012 SU40              | 13 de setembre de 2007 | Mount Lemmon         | Mt. Lemmon Survey                                      |
| 347416 | 2012 SV40              | 24 d'octubre de 2001   | Kitt Peak            | Spacewatch                                             |
| 347417 | 2012 SR44              | 19 de novembre de 2003 | Catalina             | CSS                                                    |
| 347418 | 2012 ST44              | 14 d'octubre de 2001   | Kitt Peak            | Spacewatch                                             |
| 347419 | 2012 SL48              | 13 de setembre de 2007 | Mount Lemmon         | Mt. Lemmon Survey                                      |
| 347420 | 2012 SD49              | 12 de desembre de 1998 | Kitt Peak            | Spacewatch                                             |
| 347421 | 2012 ST57              | 27 de juliol de 2005   | Palomar              | NEAT                                                   |
| 347422 | 2012 SW58              | 17 d'agost de 2006     | Palomar              | NEAT                                                   |
| 347423 | 2012 SV60              | 2 d'abril de 2005      | Kitt Peak            | Spacewatch                                             |
| 347424 | 2012 TX                | 9 de febrer de 2005    | Mount Lemmon         | Mt. Lemmon Survey                                      |
| 347425 | 2012 TX2               | 19 de setembre de 1998 | Apache Point         | Sloan Digital Sky Survey                               |
| 347426 | 2012 TZ2               | 14 de maig de 2005     | Palomar              | NEAT                                                   |
| 347427 | 2012 TE11              | 5 d'abril de 2000      | Socorro              | LINEAR                                                 |
| 347428 | 2012 TV13              | 7 de setembre de 2008  | Catalina             | CSS                                                    |
| 347429 | 2012 TS19              | 18 de setembre de 2001 | Anderson Mesa        | LONEOS                                                 |
| 347430 | 2012 TN21              | 23 de setembre de 2008 | Mount Lemmon         | Mt. Lemmon Survey                                      |
| 347431 | 2012 TZ21              | 13 de febrer de 2004   | Kitt Peak            | Spacewatch                                             |
| 347432 | 2012 TP22              | 14 d'octubre de 2001   | Kitt Peak            | Spacewatch                                             |
| 347433 | 2012 TL33              | 18 de setembre de 2003 | Palomar              | NEAT                                                   |
| 347434 | 2012 TC37              | 18 d'abril de 2006     | Kitt Peak            | Spacewatch                                             |
| 347435 | 2012 TS88              | 18 d'octubre de 2001   | Palomar              | NEAT                                                   |
| 347436 | 2012 TR109             | 21 d'octubre de 2007   | Mount Lemmon         | Mt. Lemmon Survey                                      |
| 347437 | 2012 TP113             | 29 d'agost de 2006     | Kitt Peak            | Spacewatch                                             |
| 347438 | 2012 TA156             | 7 de febrer de 2006    | Kitt Peak            | Spacewatch                                             |
| 347439 | 2012 TK165             | 23 de març de 2006     | Catalina             | CSS                                                    |
| 347440 | 2012 TG173             | 28 d'octubre de 2005   | Catalina             | CSS                                                    |
| 347441 | 2012 TK174             | 19 de setembre de 2003 | Kitt Peak            | Spacewatch                                             |
| 347442 | 2012 TZ188             | 1 de febrer de 2005    | Kitt Peak            | Spacewatch                                             |
| 347443 | 2012 TE189             | 20 de setembre de 2001 | Kitt Peak            | Spacewatch                                             |
| 347444 | 2012 TJ189             | 31 d'octubre de 1999   | Kitt Peak            | Spacewatch                                             |
| 347445 | 2012 TU216             | 30 de setembre de 2003 | Kitt Peak            | Spacewatch                                             |
| 347446 | 2012 TF231             | 18 de desembre de 2004 | Mount Lemmon         | Mt. Lemmon Survey                                      |
| 347447 | 2012 TC232             | 10 de novembre de 2005 | Mount Lemmon         | Mt. Lemmon Survey                                      |
| 347448 | 2012 TF232             | 5 de desembre de 2005  | Kitt Peak            | Spacewatch                                             |
| 347449 | 2012 TW236             | 23 d'abril de 1998     | Socorro              | LINEAR                                                 |
| 347450 | 2012 TH241             | 18 d'octubre de 2003   | Kitt Peak            | Spacewatch                                             |
| 347451 | 2012 TW241             | 19 de setembre de 2007 | Kitt Peak            | Spacewatch                                             |
| 347452 | 2012 TL242             | 9 d'abril de 2008      | Kitt Peak            | Spacewatch                                             |
| 347453 | 2012 TS242             | 21 d'agost de 2006     | Kitt Peak            | Spacewatch                                             |
| 347454 | 2012 TT242             | 8 d'octubre de 2007    | Mount Lemmon         | Mt. Lemmon Survey                                      |
| 347455 | 2012 TE258             | 23 de febrer de 2007   | Kitt Peak            | Spacewatch                                             |
| 347456 | 2012 TE259             | 10 de setembre de 2007 | Kitt Peak            | Spacewatch                                             |
| 347457 | 2012 TU262             | 11 de setembre de 2001 | Kitt Peak            | Spacewatch                                             |
| 347458 | 2012 TV262             | 11 d'abril de 2004     | Palomar              | NEAT                                                   |
| 347459 | 2012 TP298             | 19 de setembre de 2001 | Socorro              | LINEAR                                                 |
| 347460 | 2012 TA301             | 15 d'abril de 2008     | Kitt Peak            | Spacewatch                                             |
| 347461 | 2012 TW302             | 2 d'abril de 2006      | Kitt Peak            | Spacewatch                                             |
| 347462 | 2012 TY308             | 6 d'octubre de 2004    | Kitt Peak            | Spacewatch                                             |
| 347463 | 2012 TR309             | 19 d'agost de 2008     | Siding Spring        | Siding Spring Survey                                   |
| 347464 | 2012 TF312             | 27 de novembre de 1999 | Anderson Mesa        | LONEOS                                                 |
| 347465 | 2012 TV312             | 18 de març de 1998     | Kitt Peak            | Spacewatch                                             |
| 347466 | 2012 TZ313             | 28 de setembre de 2005 | Palomar              | NEAT                                                   |
| 347467 | 2012 TD314             | 27 de febrer de 2006   | Kitt Peak            | Spacewatch                                             |
| 347468 | 2012 TU314             | 14 de desembre de 2004 | Kitt Peak            | Spacewatch                                             |
| 347469 | 2012 TG315             | 23 de febrer de 2003   | Anderson Mesa        | LONEOS                                                 |
| 347470 | 2012 TS316             | 18 de desembre de 2001 | Palomar              | NEAT                                                   |
| 347471 | 2012 UW1               | 2 de novembre de 2008  | Mount Lemmon         | Mt. Lemmon Survey                                      |
| 347472 | 2012 UD3               | 1 de desembre de 1994  | Kitt Peak            | Spacewatch                                             |
| 347473 | 2012 UZ3               | 9 d'octubre de 2007    | Mount Lemmon         | Mt. Lemmon Survey                                      |
| 347474 | 2012 UG10              | 26 d'abril de 2006     | Kitt Peak            | Spacewatch                                             |
| 347475 | 2012 UQ14              | 16 de setembre de 2006 | Kitt Peak            | Spacewatch                                             |
| 347476 | 2012 UV29              | 7 d'agost de 1999      | Anderson Mesa        | LONEOS                                                 |
| 347477 | 2012 UZ131             | 30 de setembre de 1995 | Kitt Peak            | Spacewatch                                             |
| 347478 | 2012 UX133             | 25 de novembre de 2005 | Catalina             | CSS                                                    |
| 347479 | 2012 UR134             | 23 de juliol de 2003   | Palomar              | NEAT                                                   |
| 347480 | 3291 T-2               | 30 de setembre de 1973 | Palomar              | C. J. van Houten, I. van Houten-Groeneveld, T. Gehrels |
| 347481 | 1174 T-3               | 17 d'octubre de 1977   | Palomar              | C. J. van Houten, I. van Houten-Groeneveld, T. Gehrels |
| 347482 | 1993 FQ19              | 17 de març de 1993     | La Silla             | UESAC                                                  |
| 347483 | 1993 TZ10              | 15 d'octubre de 1993   | Kitt Peak            | Spacewatch                                             |
| 347484 | 1994 SW5               | 28 de setembre de 1994 | Kitt Peak            | Spacewatch                                             |
| 347485 | 1994 UT5               | 28 d'octubre de 1994   | Kitt Peak            | Spacewatch                                             |
| 347486 | 1995 HD3               | 26 d'abril de 1995     | Kitt Peak            | Spacewatch                                             |
| 347487 | 1995 MC7               | 29 de juny de 1995     | Kitt Peak            | Spacewatch                                             |
| 347488 | 1995 OO8               | 25 de juliol de 1995   | Kitt Peak            | Spacewatch                                             |
| 347489 | 1995 TS3               | 15 d'octubre de 1995   | Kitt Peak            | Spacewatch                                             |
| 347490 | 1995 TG9               | 1 d'octubre de 1995    | Kitt Peak            | Spacewatch                                             |
| 347491 | 1995 WV9               | 16 de novembre de 1995 | Kitt Peak            | Spacewatch                                             |
| 347492 | 1996 AT13              | 15 de gener de 1996    | Kitt Peak            | Spacewatch                                             |
| 347493 | 1996 VP9               | 3 de novembre de 1996  | Kitt Peak            | Spacewatch                                             |
| 347494 | 1996 VW27              | 11 de novembre de 1996 | Kitt Peak            | Spacewatch                                             |
| 347495 | 1998 QP2               | 20 d'agost de 1998     | Kitt Peak            | Spacewatch                                             |
| 347496 | 1998 QG58              | 30 d'agost de 1998     | Kitt Peak            | Spacewatch                                             |
| 347497 | 1998 QR109             | 21 d'agost de 1998     | Haleakala            | NEAT                                                   |
| 347498 | 1998 RE68              | 14 de setembre de 1998 | Socorro              | LINEAR                                                 |
| 347499 | 1998 SV2               | 19 de setembre de 1998 | Catalina             | CSS                                                    |
| 347500 | 1998 SQ40              | 24 de setembre de 1998 | Kitt Peak            | Spacewatch                                             |

## 347501-347600
| Nom    | Designació provisional | Data de descobriment   | Lloc de descobriment | Descobridor/s     |
| ------ | ---------------------- | ---------------------- | -------------------- | ----------------- |
| 347501 | 1998 SH50              | 25 de setembre de 1998 | Kitt Peak            | Spacewatch        |
| 347502 | 1998 UG9               | 16 d'octubre de 1998   | Kitt Peak            | Spacewatch        |
| 347503 | 1998 XT16              | 15 de desembre de 1998 | Visnjan              | K. Korlevic       |
| 347504 | 1999 AF32              | 15 de gener de 1999    | Kitt Peak            | Spacewatch        |
| 347505 | 1999 CM4               | 11 de febrer de 1999   | Socorro              | LINEAR            |
| 347506 | 1999 GU62              | 12 d'abril de 1999     | Kitt Peak            | Spacewatch        |
| 347507 | 1999 KN2               | 16 de maig de 1999     | Kitt Peak            | Spacewatch        |
| 347508 | 1999 RJ25              | 7 de setembre de 1999  | Socorro              | LINEAR            |
| 347509 | 1999 RA104             | 8 de setembre de 1999  | Socorro              | LINEAR            |
| 347510 | 1999 RV154             | 9 de setembre de 1999  | Socorro              | LINEAR            |
| 347511 | 1999 RV189             | 9 de setembre de 1999  | Socorro              | LINEAR            |
| 347512 | 1999 RJ203             | 8 de setembre de 1999  | Socorro              | LINEAR            |
| 347513 | 1999 RA226             | 4 de setembre de 1999  | Catalina             | CSS               |
| 347514 | 1999 SP14              | 29 de setembre de 1999 | Catalina             | CSS               |
| 347515 | 1999 TS7               | 2 d'octubre de 1999    | Socorro              | LINEAR            |
| 347516 | 1999 TT30              | 4 d'octubre de 1999    | Socorro              | LINEAR            |
| 347517 | 1999 TR51              | 4 d'octubre de 1999    | Kitt Peak            | Spacewatch        |
| 347518 | 1999 TJ62              | 7 d'octubre de 1999    | Kitt Peak            | Spacewatch        |
| 347519 | 1999 TP65              | 1 d'octubre de 1999    | Kitt Peak            | Spacewatch        |
| 347520 | 1999 TQ69              | 6 d'octubre de 1999    | Socorro              | LINEAR            |
| 347521 | 1999 TZ108             | 4 d'octubre de 1999    | Socorro              | LINEAR            |
| 347522 | 1999 TN139             | 6 d'octubre de 1999    | Socorro              | LINEAR            |
| 347523 | 1999 TU141             | 7 d'octubre de 1999    | Socorro              | LINEAR            |
| 347524 | 1999 TK210             | 14 d'octubre de 1999   | Socorro              | LINEAR            |
| 347525 | 1999 TG217             | 15 d'octubre de 1999   | Socorro              | LINEAR            |
| 347526 | 1999 TT289             | 10 d'octubre de 1999   | Socorro              | LINEAR            |
| 347527 | 1999 UQ18              | 30 d'octubre de 1999   | Kitt Peak            | Spacewatch        |
| 347528 | 1999 UR50              | 30 d'octubre de 1999   | Catalina             | CSS               |
| 347529 | 1999 VJ36              | 3 de novembre de 1999  | Socorro              | LINEAR            |
| 347530 | 1999 VF52              | 3 de novembre de 1999  | Socorro              | LINEAR            |
| 347531 | 1999 VN116             | 4 de novembre de 1999  | Kitt Peak            | Spacewatch        |
| 347532 | 1999 WO5               | 28 de novembre de 1999 | Kitt Peak            | Spacewatch        |
| 347533 | 1999 XA17              | 7 de desembre de 1999  | Socorro              | LINEAR            |
| 347534 | 1999 XN142             | 12 de desembre de 1999 | Socorro              | LINEAR            |
| 347535 | 1999 XH189             | 12 de desembre de 1999 | Socorro              | LINEAR            |
| 347536 | 1999 XB258             | 8 de desembre de 1999  | Kitt Peak            | Spacewatch        |
| 347537 | 1999 YY13              | 31 de desembre de 1999 | San Marcello         | L. Tesi, G. Forti |
| 347538 | 2000 AP1               | 2 de gener de 2000     | Socorro              | LINEAR            |
| 347539 | 2000 AQ24              | 3 de gener de 2000     | Socorro              | LINEAR            |
| 347540 | 2000 AS42              | 15 de desembre de 1999 | Socorro              | LINEAR            |
| 347541 | 2000 AF44              | 5 de gener de 2000     | Kitt Peak            | Spacewatch        |
| 347542 | 2000 AV152             | 8 de gener de 2000     | Socorro              | LINEAR            |
| 347543 | 2000 BN6               | 29 de gener de 2000    | Socorro              | LINEAR            |
| 347544 | 2000 EJ7               | 3 de març de 2000      | Kitt Peak            | Spacewatch        |
| 347545 | 2000 EB36              | 3 de març de 2000      | Socorro              | LINEAR            |
| 347546 | 2000 EE132             | 11 de març de 2000     | Socorro              | LINEAR            |
| 347547 | 2000 OL1               | 24 de juliol de 2000   | Kitt Peak            | Spacewatch        |
| 347548 | 2000 QA50              | 24 d'agost de 2000     | Socorro              | LINEAR            |
| 347549 | 2000 SW5               | 22 de setembre de 2000 | Socorro              | LINEAR            |
| 347550 | 2000 SA126             | 24 de setembre de 2000 | Socorro              | LINEAR            |
| 347551 | 2000 SG220             | 26 de setembre de 2000 | Socorro              | LINEAR            |
| 347552 | 2000 SB302             | 28 de setembre de 2000 | Socorro              | LINEAR            |
| 347553 | 2000 SS312             | 27 de setembre de 2000 | Socorro              | LINEAR            |
| 347554 | 2000 ST325             | 29 de setembre de 2000 | Kitt Peak            | Spacewatch        |
| 347555 | 2000 SL367             | 22 de setembre de 2000 | Haleakala            | NEAT              |
| 347556 | 2000 TP20              | 31 d'agost de 2000     | Socorro              | LINEAR            |
| 347557 | 2000 TW54              | 1 d'octubre de 2000    | Socorro              | LINEAR            |
| 347558 | 2000 UP18              | 25 d'octubre de 2000   | Socorro              | LINEAR            |
| 347559 | 2000 UT24              | 24 d'octubre de 2000   | Socorro              | LINEAR            |
| 347560 | 2000 UW24              | 24 d'octubre de 2000   | Socorro              | LINEAR            |
| 347561 | 2000 UN64              | 25 d'octubre de 2000   | Socorro              | LINEAR            |
| 347562 | 2000 UO95              | 25 d'octubre de 2000   | Socorro              | LINEAR            |
| 347563 | 2000 UX101             | 25 d'octubre de 2000   | Socorro              | LINEAR            |
| 347564 | 2000 UF111             | 26 d'octubre de 2000   | Kitt Peak            | Spacewatch        |
| 347565 | 2000 VX                | 1 de novembre de 2000  | Kitt Peak            | Spacewatch        |
| 347566 | 2000 VS1               | 1 de novembre de 2000  | Socorro              | LINEAR            |
| 347567 | 2000 WQ28              | 25 de novembre de 2000 | Socorro              | LINEAR            |
| 347568 | 2000 WA119             | 20 de novembre de 2000 | Socorro              | LINEAR            |
| 347569 | 2000 WK130             | 19 de novembre de 2000 | Kitt Peak            | Spacewatch        |
| 347570 | 2000 XN55              | 5 de desembre de 2000  | Socorro              | LINEAR            |
| 347571 | 2000 YZ53              | 30 de desembre de 2000 | Socorro              | LINEAR            |
| 347572 | 2000 YZ55              | 30 de desembre de 2000 | Socorro              | LINEAR            |
| 347573 | 2000 YB59              | 30 de desembre de 2000 | Socorro              | LINEAR            |
| 347574 | 2000 YL113             | 30 de desembre de 2000 | Socorro              | LINEAR            |
| 347575 | 2001 AC6               | 2 de gener de 2001     | Socorro              | LINEAR            |
| 347576 | 2001 AP28              | 5 de gener de 2001     | Socorro              | LINEAR            |
| 347577 | 2001 AE47              | 15 de gener de 2001    | Socorro              | LINEAR            |
| 347578 | 2001 AY49              | 22 de desembre de 2000 | Kitt Peak            | Spacewatch        |
| 347579 | 2001 BZ10              | 16 de gener de 2001    | Bohyunsan            | Bohyunsan         |
| 347580 | 2001 CM9               | 1 de febrer de 2001    | Socorro              | LINEAR            |
| 347581 | 2001 CK13              | 1 de febrer de 2001    | Socorro              | LINEAR            |
| 347582 | 2001 CT49              | 3 de febrer de 2001    | Socorro              | LINEAR            |
| 347583 | 2001 DZ61              | 19 de febrer de 2001   | Socorro              | LINEAR            |
| 347584 | 2001 EH18              | 15 de març de 2001     | Socorro              | LINEAR            |
| 347585 | 2001 FE89              | 27 de març de 2001     | Kitt Peak            | Spacewatch        |
| 347586 | 2001 FK92              | 16 de març de 2001     | Socorro              | LINEAR            |
| 347587 | 2001 FW94              | 16 de març de 2001     | Socorro              | LINEAR            |
| 347588 | 2001 FN145             | 24 de març de 2001     | Kitt Peak            | Spacewatch        |
| 347589 | 2001 GP5               | 15 d'abril de 2001     | Haleakala            | NEAT              |
| 347590 | 2001 NS5               | 13 de juliol de 2001   | Palomar              | NEAT              |
| 347591 | 2001 OJ                | 16 de juliol de 2001   | Haleakala            | NEAT              |
| 347592 | 2001 PU19              | 10 d'agost de 2001     | Palomar              | NEAT              |
| 347593 | 2001 PX21              | 10 d'agost de 2001     | Haleakala            | NEAT              |
| 347594 | 2001 PP57              | 14 d'agost de 2001     | Haleakala            | NEAT              |
| 347595 | 2001 QL35              | 16 d'agost de 2001     | Socorro              | LINEAR            |
| 347596 | 2001 QB59              | 17 d'agost de 2001     | Socorro              | LINEAR            |
| 347597 | 2001 QF188             | 21 d'agost de 2001     | Haleakala            | NEAT              |
| 347598 | 2001 QM211             | 23 d'agost de 2001     | Anderson Mesa        | LONEOS            |
| 347599 | 2001 QM222             | 24 d'agost de 2001     | Anderson Mesa        | LONEOS            |
| 347600 | 2001 QQ241             | 24 d'agost de 2001     | Socorro              | LINEAR            |

## 347601-347700
| Nom    | Designació provisional | Data de descobriment   | Lloc de descobriment | Descobridor/s            |
| ------ | ---------------------- | ---------------------- | -------------------- | ------------------------ |
| 347601 | 2001 QY278             | 19 d'agost de 2001     | Socorro              | LINEAR                   |
| 347602 | 2001 RN28              | 7 de setembre de 2001  | Socorro              | LINEAR                   |
| 347603 | 2001 RY41              | 11 de setembre de 2001 | Socorro              | LINEAR                   |
| 347604 | 2001 RX49              | 10 de setembre de 2001 | Socorro              | LINEAR                   |
| 347605 | 2001 RK61              | 12 de setembre de 2001 | Socorro              | LINEAR                   |
| 347606 | 2001 RR65              | 10 de setembre de 2001 | Socorro              | LINEAR                   |
| 347607 | 2001 RL101             | 12 de setembre de 2001 | Socorro              | LINEAR                   |
| 347608 | 2001 RD105             | 12 de setembre de 2001 | Socorro              | LINEAR                   |
| 347609 | 2001 RO105             | 12 de setembre de 2001 | Socorro              | LINEAR                   |
| 347610 | 2001 RF119             | 12 d'agost de 2001     | Palomar              | NEAT                     |
| 347611 | 2001 RZ121             | 24 d'agost de 2001     | Socorro              | LINEAR                   |
| 347612 | 2001 RP135             | 12 de setembre de 2001 | Socorro              | LINEAR                   |
| 347613 | 2001 RJ150             | 11 de setembre de 2001 | Anderson Mesa        | LONEOS                   |
| 347614 | 2001 SH13              | 16 de setembre de 2001 | Socorro              | LINEAR                   |
| 347615 | 2001 ST13              | 16 de setembre de 2001 | Socorro              | LINEAR                   |
| 347616 | 2001 SB15              | 16 de setembre de 2001 | Socorro              | LINEAR                   |
| 347617 | 2001 SZ37              | 5 d'agost de 2001      | Palomar              | NEAT                     |
| 347618 | 2001 SJ51              | 16 de setembre de 2001 | Socorro              | LINEAR                   |
| 347619 | 2001 SA78              | 19 de setembre de 2001 | Socorro              | LINEAR                   |
| 347620 | 2001 SS95              | 20 de setembre de 2001 | Socorro              | LINEAR                   |
| 347621 | 2001 SB114             | 20 de setembre de 2001 | Desert Eagle         | W. K. Y. Yeung           |
| 347622 | 2001 SU122             | 16 de setembre de 2001 | Socorro              | LINEAR                   |
| 347623 | 2001 SN124             | 16 de setembre de 2001 | Socorro              | LINEAR                   |
| 347624 | 2001 SJ128             | 16 de setembre de 2001 | Socorro              | LINEAR                   |
| 347625 | 2001 SM130             | 16 de setembre de 2001 | Socorro              | LINEAR                   |
| 347626 | 2001 SM131             | 16 de setembre de 2001 | Socorro              | LINEAR                   |
| 347627 | 2001 SG134             | 16 de setembre de 2001 | Socorro              | LINEAR                   |
| 347628 | 2001 SG154             | 17 de setembre de 2001 | Socorro              | LINEAR                   |
| 347629 | 2001 SY174             | 16 de setembre de 2001 | Socorro              | LINEAR                   |
| 347630 | 2001 SZ191             | 22 de maig de 2001     | Cerro Tololo         | M. W. Buie               |
| 347631 | 2001 SO199             | 19 de setembre de 2001 | Socorro              | LINEAR                   |
| 347632 | 2001 SG211             | 19 de setembre de 2001 | Socorro              | LINEAR                   |
| 347633 | 2001 SW264             | 16 de setembre de 2001 | Socorro              | LINEAR                   |
| 347634 | 2001 SW269             | 21 de setembre de 2001 | Socorro              | LINEAR                   |
| 347635 | 2001 SQ277             | 21 de setembre de 2001 | Anderson Mesa        | LONEOS                   |
| 347636 | 2001 SC303             | 20 de setembre de 2001 | Socorro              | LINEAR                   |
| 347637 | 2001 SA304             | 20 de setembre de 2001 | Socorro              | LINEAR                   |
| 347638 | 2001 SZ327             | 18 de setembre de 2001 | Anderson Mesa        | LONEOS                   |
| 347639 | 2001 SU339             | 21 de setembre de 2001 | Anderson Mesa        | LONEOS                   |
| 347640 | 2001 TG1               | 10 d'octubre de 2001   | Kitt Peak            | Spacewatch               |
| 347641 | 2001 TJ4               | 7 d'octubre de 2001    | Palomar              | NEAT                     |
| 347642 | 2001 TR9               | 13 d'octubre de 2001   | Socorro              | LINEAR                   |
| 347643 | 2001 TP29              | 14 d'octubre de 2001   | Socorro              | LINEAR                   |
| 347644 | 2001 TO45              | 14 d'octubre de 2001   | Desert Eagle         | W. K. Y. Yeung           |
| 347645 | 2001 TT52              | 13 d'octubre de 2001   | Socorro              | LINEAR                   |
| 347646 | 2001 TR54              | 14 d'octubre de 2001   | Socorro              | LINEAR                   |
| 347647 | 2001 TS60              | 13 d'octubre de 2001   | Socorro              | LINEAR                   |
| 347648 | 2001 TF75              | 13 d'octubre de 2001   | Socorro              | LINEAR                   |
| 347649 | 2001 TP76              | 19 de setembre de 2001 | Socorro              | LINEAR                   |
| 347650 | 2001 TW89              | 17 de setembre de 2001 | Socorro              | LINEAR                   |
| 347651 | 2001 TY93              | 14 d'octubre de 2001   | Socorro              | LINEAR                   |
| 347652 | 2001 TC100             | 14 d'octubre de 2001   | Socorro              | LINEAR                   |
| 347653 | 2001 TD127             | 13 d'octubre de 2001   | Kitt Peak            | Spacewatch               |
| 347654 | 2001 TN130             | 8 d'octubre de 2001    | Palomar              | NEAT                     |
| 347655 | 2001 TU153             | 13 d'octubre de 2001   | Palomar              | NEAT                     |
| 347656 | 2001 TG155             | 13 d'octubre de 2001   | Kitt Peak            | Spacewatch               |
| 347657 | 2001 TV177             | 14 d'octubre de 2001   | Socorro              | LINEAR                   |
| 347658 | 2001 TV182             | 14 d'octubre de 2001   | Socorro              | LINEAR                   |
| 347659 | 2001 TC186             | 14 d'octubre de 2001   | Socorro              | LINEAR                   |
| 347660 | 2001 TU186             | 14 d'octubre de 2001   | Socorro              | LINEAR                   |
| 347661 | 2001 TJ198             | 12 de setembre de 2001 | Socorro              | LINEAR                   |
| 347662 | 2001 TJ201             | 11 d'octubre de 2001   | Socorro              | LINEAR                   |
| 347663 | 2001 TK205             | 11 d'octubre de 2001   | Socorro              | LINEAR                   |
| 347664 | 2001 TT214             | 13 d'octubre de 2001   | Palomar              | NEAT                     |
| 347665 | 2001 TG226             | 14 d'octubre de 2001   | Palomar              | NEAT                     |
| 347666 | 2001 TO259             | 11 d'octubre de 2001   | Palomar              | NEAT                     |
| 347667 | 2001 TN261             | 20 d'abril de 2007     | Kitt Peak            | Spacewatch               |
| 347668 | 2001 UR8               | 14 d'octubre de 2001   | Anderson Mesa        | LONEOS                   |
| 347669 | 2001 UF12              | 24 d'octubre de 2001   | Desert Eagle         | W. K. Y. Yeung           |
| 347670 | 2001 UR24              | 18 d'octubre de 2001   | Socorro              | LINEAR                   |
| 347671 | 2001 UV44              | 17 d'octubre de 2001   | Socorro              | LINEAR                   |
| 347672 | 2001 UY54              | 16 d'octubre de 2001   | Socorro              | LINEAR                   |
| 347673 | 2001 UE58              | 17 d'octubre de 2001   | Socorro              | LINEAR                   |
| 347674 | 2001 UB70              | 17 d'octubre de 2001   | Kitt Peak            | Spacewatch               |
| 347675 | 2001 UL71              | 22 de setembre de 2001 | Kitt Peak            | Spacewatch               |
| 347676 | 2001 UR94              | 19 d'octubre de 2001   | Haleakala            | NEAT                     |
| 347677 | 2001 UH99              | 17 d'octubre de 2001   | Socorro              | LINEAR                   |
| 347678 | 2001 UG120             | 22 d'octubre de 2001   | Socorro              | LINEAR                   |
| 347679 | 2001 UT132             | 21 d'octubre de 2001   | Socorro              | LINEAR                   |
| 347680 | 2001 UJ146             | 23 d'octubre de 2001   | Socorro              | LINEAR                   |
| 347681 | 2001 UJ164             | 18 d'octubre de 2001   | Palomar              | NEAT                     |
| 347682 | 2001 UA165             | 23 d'octubre de 2001   | Palomar              | NEAT                     |
| 347683 | 2001 UE172             | 18 d'octubre de 2001   | Palomar              | NEAT                     |
| 347684 | 2001 UJ186             | 17 d'octubre de 2001   | Socorro              | LINEAR                   |
| 347685 | 2001 UG208             | 20 d'octubre de 2001   | Kitt Peak            | Spacewatch               |
| 347686 | 2001 VQ6               | 9 de novembre de 2001  | Socorro              | LINEAR                   |
| 347687 | 2001 VZ6               | 9 de novembre de 2001  | Socorro              | LINEAR                   |
| 347688 | 2001 VA11              | 10 de novembre de 2001 | Socorro              | LINEAR                   |
| 347689 | 2001 VS20              | 9 de novembre de 2001  | Socorro              | LINEAR                   |
| 347690 | 2001 VN38              | 9 de novembre de 2001  | Socorro              | LINEAR                   |
| 347691 | 2001 VD78              | 11 de novembre de 2001 | Kitt Peak            | Spacewatch               |
| 347692 | 2001 VM78              | 13 de novembre de 2001 | Socorro              | LINEAR                   |
| 347693 | 2001 VP79              | 9 de novembre de 2001  | Palomar              | NEAT                     |
| 347694 | 2001 VO90              | 15 de novembre de 2001 | Socorro              | LINEAR                   |
| 347695 | 2001 VO119             | 12 de novembre de 2001 | Socorro              | LINEAR                   |
| 347696 | 2001 VN131             | 11 de novembre de 2001 | Apache Point         | Sloan Digital Sky Survey |
| 347697 | 2001 VD134             | 12 de novembre de 2001 | Apache Point         | Sloan Digital Sky Survey |
| 347698 | 2001 WG1               | 17 de novembre de 2001 | Socorro              | LINEAR                   |
| 347699 | 2001 WR6               | 17 de novembre de 2001 | Socorro              | LINEAR                   |
| 347700 | 2001 WD13              | 17 de novembre de 2001 | Socorro              | LINEAR                   |

## 347701-347800
| Nom    | Designació provisional | Data de descobriment   | Lloc de descobriment | Descobridor/s  |
| ------ | ---------------------- | ---------------------- | -------------------- | -------------- |
| 347701 | 2001 WF35              | 17 de novembre de 2001 | Socorro              | LINEAR         |
| 347702 | 2001 WE36              | 17 de novembre de 2001 | Socorro              | LINEAR         |
| 347703 | 2001 WX43              | 18 de novembre de 2001 | Socorro              | LINEAR         |
| 347704 | 2001 WO50              | 17 de novembre de 2001 | Socorro              | LINEAR         |
| 347705 | 2001 WG67              | 23 d'octubre de 2001   | Socorro              | LINEAR         |
| 347706 | 2001 WO72              | 13 d'octubre de 2001   | Kitt Peak            | Spacewatch     |
| 347707 | 2001 XR3               | 9 de desembre de 2001  | Socorro              | LINEAR         |
| 347708 | 2001 XO15              | 10 de desembre de 2001 | Socorro              | LINEAR         |
| 347709 | 2001 XR15              | 10 de desembre de 2001 | Socorro              | LINEAR         |
| 347710 | 2001 XK46              | 9 de desembre de 2001  | Socorro              | LINEAR         |
| 347711 | 2001 XQ56              | 10 de desembre de 2001 | Socorro              | LINEAR         |
| 347712 | 2001 XY60              | 10 de desembre de 2001 | Socorro              | LINEAR         |
| 347713 | 2001 XU70              | 11 de desembre de 2001 | Socorro              | LINEAR         |
| 347714 | 2001 XX71              | 11 de desembre de 2001 | Socorro              | LINEAR         |
| 347715 | 2001 XD73              | 11 de desembre de 2001 | Socorro              | LINEAR         |
| 347716 | 2001 XQ84              | 11 de desembre de 2001 | Socorro              | LINEAR         |
| 347717 | 2001 XB94              | 10 de desembre de 2001 | Socorro              | LINEAR         |
| 347718 | 2001 XO102             | 11 de desembre de 2001 | Socorro              | LINEAR         |
| 347719 | 2001 XO114             | 13 de desembre de 2001 | Socorro              | LINEAR         |
| 347720 | 2001 XM130             | 14 de desembre de 2001 | Socorro              | LINEAR         |
| 347721 | 2001 XX131             | 14 de desembre de 2001 | Socorro              | LINEAR         |
| 347722 | 2001 XB169             | 14 de desembre de 2001 | Socorro              | LINEAR         |
| 347723 | 2001 XC200             | 14 de desembre de 2001 | Socorro              | LINEAR         |
| 347724 | 2001 XQ211             | 11 de desembre de 2001 | Socorro              | LINEAR         |
| 347725 | 2001 XY211             | 11 de desembre de 2001 | Socorro              | LINEAR         |
| 347726 | 2001 XG226             | 15 de desembre de 2001 | Socorro              | LINEAR         |
| 347727 | 2001 XG249             | 14 de desembre de 2001 | Kitt Peak            | Spacewatch     |
| 347728 | 2001 XN260             | 10 de desembre de 2001 | Kitt Peak            | Spacewatch     |
| 347729 | 2001 XH267             | 9 de desembre de 2001  | Socorro              | LINEAR         |
| 347730 | 2001 YX2               | 17 de desembre de 2001 | Socorro              | LINEAR         |
| 347731 | 2001 YG6               | 23 de desembre de 2001 | Kingsnake            | J. V. McClusky |
| 347732 | 2001 YA28              | 18 de desembre de 2001 | Socorro              | LINEAR         |
| 347733 | 2001 YU90              | 17 de desembre de 2001 | Palomar              | NEAT           |
| 347734 | 2001 YC139             | 19 de desembre de 2001 | Kitt Peak            | Spacewatch     |
| 347735 | 2001 YF143             | 17 de desembre de 2001 | Socorro              | LINEAR         |
| 347736 | 2001 YS150             | 19 de desembre de 2001 | Socorro              | LINEAR         |
| 347737 | 2002 AM12              | 10 de gener de 2002    | Campo Imperatore     | CINEOS         |
| 347738 | 2002 AT44              | 9 de gener de 2002     | Socorro              | LINEAR         |
| 347739 | 2002 AL51              | 9 de gener de 2002     | Socorro              | LINEAR         |
| 347740 | 2002 AO52              | 9 de gener de 2002     | Socorro              | LINEAR         |
| 347741 | 2002 AP53              | 9 de gener de 2002     | Socorro              | LINEAR         |
| 347742 | 2002 AO56              | 9 de gener de 2002     | Socorro              | LINEAR         |
| 347743 | 2002 AN59              | 9 de gener de 2002     | Socorro              | LINEAR         |
| 347744 | 2002 AU78              | 8 de gener de 2002     | Socorro              | LINEAR         |
| 347745 | 2002 AA80              | 8 de gener de 2002     | Socorro              | LINEAR         |
| 347746 | 2002 AB103             | 6 de gener de 2002     | Kitt Peak            | Spacewatch     |
| 347747 | 2002 AB115             | 9 de gener de 2002     | Socorro              | LINEAR         |
| 347748 | 2002 AR122             | 9 de gener de 2002     | Socorro              | LINEAR         |
| 347749 | 2002 AT129             | 15 de gener de 2002    | Kingsnake            | J. V. McClusky |
| 347750 | 2002 AF142             | 13 de gener de 2002    | Socorro              | LINEAR         |
| 347751 | 2002 AN142             | 13 de gener de 2002    | Socorro              | LINEAR         |
| 347752 | 2002 AM150             | 14 de gener de 2002    | Socorro              | LINEAR         |
| 347753 | 2002 AS164             | 13 de gener de 2002    | Socorro              | LINEAR         |
| 347754 | 2002 AG182             | 5 de gener de 2002     | Palomar              | NEAT           |
| 347755 | 2002 AX183             | 6 de gener de 2002     | Palomar              | NEAT           |
| 347756 | 2002 AK198             | 8 de gener de 2002     | Socorro              | LINEAR         |
| 347757 | 2002 AO198             | 9 de gener de 2002     | Socorro              | LINEAR         |
| 347758 | 2002 BF13              | 18 de gener de 2002    | Socorro              | LINEAR         |
| 347759 | 2002 BT22              | 23 de gener de 2002    | Socorro              | LINEAR         |
| 347760 | 2002 BW27              | 20 de gener de 2002    | Anderson Mesa        | LONEOS         |
| 347761 | 2002 CL8               | 5 de febrer de 2002    | Palomar              | NEAT           |
| 347762 | 2002 CF12              | 7 de febrer de 2002    | Socorro              | LINEAR         |
| 347763 | 2002 CH28              | 6 de febrer de 2002    | Socorro              | LINEAR         |
| 347764 | 2002 CJ53              | 7 de febrer de 2002    | Socorro              | LINEAR         |
| 347765 | 2002 CF66              | 7 de febrer de 2002    | Socorro              | LINEAR         |
| 347766 | 2002 CH70              | 7 de febrer de 2002    | Socorro              | LINEAR         |
| 347767 | 2002 CN88              | 7 de febrer de 2002    | Socorro              | LINEAR         |
| 347768 | 2002 CS116             | 15 de febrer de 2002   | Ondrejov             | P. Pravec      |
| 347769 | 2002 CC150             | 10 de febrer de 2002   | Socorro              | LINEAR         |
| 347770 | 2002 CP157             | 7 de febrer de 2002    | Socorro              | LINEAR         |
| 347771 | 2002 CM172             | 8 de febrer de 2002    | Socorro              | LINEAR         |
| 347772 | 2002 CS179             | 10 de febrer de 2002   | Socorro              | LINEAR         |
| 347773 | 2002 CK181             | 10 de febrer de 2002   | Socorro              | LINEAR         |
| 347774 | 2002 CC185             | 10 de febrer de 2002   | Socorro              | LINEAR         |
| 347775 | 2002 CL192             | 10 de febrer de 2002   | Socorro              | LINEAR         |
| 347776 | 2002 CC205             | 10 de febrer de 2002   | Socorro              | LINEAR         |
| 347777 | 2002 CG230             | 13 de gener de 2002    | Desert Eagle         | W. K. Y. Yeung |
| 347778 | 2002 CC232             | 8 de febrer de 2002    | Socorro              | LINEAR         |
| 347779 | 2002 CK241             | 11 de febrer de 2002   | Socorro              | LINEAR         |
| 347780 | 2002 CJ276             | 9 de febrer de 2002    | Kitt Peak            | Spacewatch     |
| 347781 | 2002 CO283             | 9 de febrer de 2002    | Kitt Peak            | Spacewatch     |
| 347782 | 2002 CS283             | 9 de febrer de 2002    | Desert Eagle         | W. K. Y. Yeung |
| 347783 | 2002 CV293             | 9 de febrer de 2002    | Palomar              | NEAT           |
| 347784 | 2002 DF3               | 21 de febrer de 2002   | Socorro              | LINEAR         |
| 347785 | 2002 DG7               | 19 de febrer de 2002   | Socorro              | LINEAR         |
| 347786 | 2002 EY6               | 6 de març de 2002      | Siding Spring        | R. H. McNaught |
| 347787 | 2002 EB102             | 6 de març de 2002      | Socorro              | LINEAR         |
| 347788 | 2002 EU147             | 15 de març de 2002     | Palomar              | NEAT           |
| 347789 | 2002 EW149             | 15 de març de 2002     | Palomar              | NEAT           |
| 347790 | 2002 FO24              | 19 de març de 2002     | Palomar              | NEAT           |
| 347791 | 2002 GV2               | 4 d'abril de 2002      | Haleakala            | NEAT           |
| 347792 | 2002 GG119             | 12 d'abril de 2002     | Palomar              | NEAT           |
| 347793 | 2002 GB181             | 10 d'abril de 2002     | Palomar              | NEAT           |
| 347794 | 2002 GQ183             | 9 d'abril de 2002      | Palomar              | NEAT           |
| 347795 | 2002 GV183             | 9 d'abril de 2002      | Palomar              | NEAT           |
| 347796 | 2002 GA185             | 9 d'abril de 2002      | Palomar              | NEAT           |
| 347797 | 2002 GU188             | 9 d'abril de 2002      | Palomar              | NEAT           |
| 347798 | 2002 GL190             | 20 de setembre de 2003 | Kitt Peak            | Spacewatch     |
| 347799 | 2002 GO190             | 19 d'abril de 2006     | Kitt Peak            | Spacewatch     |
| 347800 | 2002 JS17              | 7 de maig de 2002      | Palomar              | NEAT           |

## 347801-347900
| Nom    | Designació provisional | Data de descobriment   | Lloc de descobriment | Descobridor/s            |
| ------ | ---------------------- | ---------------------- | -------------------- | ------------------------ |
| 347801 | 2002 JE20              | 16 d'abril de 2002     | Socorro              | LINEAR                   |
| 347802 | 2002 JN31              | 9 de maig de 2002      | Socorro              | LINEAR                   |
| 347803 | 2002 JY55              | 9 de maig de 2002      | Socorro              | LINEAR                   |
| 347804 | 2002 JS104             | 11 de maig de 2002     | Socorro              | LINEAR                   |
| 347805 | 2002 JP110             | 11 de maig de 2002     | Socorro              | LINEAR                   |
| 347806 | 2002 JL132             | 9 de maig de 2002      | Palomar              | NEAT                     |
| 347807 | 2002 JX146             | 7 de maig de 2002      | Palomar              | NEAT                     |
| 347808 | 2002 LJ2               | 15 de maig de 2002     | Socorro              | LINEAR                   |
| 347809 | 2002 LJ39              | 10 de juny de 2002     | Socorro              | LINEAR                   |
| 347810 | 2002 LM42              | 10 de juny de 2002     | Socorro              | LINEAR                   |
| 347811 | 2002 LX62              | 13 de juny de 2002     | Palomar              | NEAT                     |
| 347812 | 2002 MW3               | 25 de juny de 2002     | Haleakala            | NEAT                     |
| 347813 | 2002 NP1               | 5 de juliol de 2002    | Socorro              | LINEAR                   |
| 347814 | 2002 NQ24              | 9 de juliol de 2002    | Socorro              | LINEAR                   |
| 347815 | 2002 NG60              | 14 de juliol de 2002   | Palomar              | NEAT                     |
| 347816 | 2002 NN66              | 9 de juliol de 2002    | Palomar              | NEAT                     |
| 347817 | 2002 NQ80              | 20 de desembre de 2004 | Mount Lemmon         | Mt. Lemmon Survey        |
| 347818 | 2002 OZ5               | 20 de juliol de 2002   | Palomar              | NEAT                     |
| 347819 | 2002 OX6               | 20 de juliol de 2002   | Palomar              | NEAT                     |
| 347820 | 2002 OQ11              | 18 de juliol de 2002   | Socorro              | LINEAR                   |
| 347821 | 2002 OM25              | 30 de juliol de 2002   | Haleakala            | S. F. Hoenig             |
| 347822 | 2002 OZ31              | 17 de juliol de 2002   | Palomar              | NEAT                     |
| 347823 | 2002 OE34              | 29 de gener de 2009    | Mount Lemmon         | Mt. Lemmon Survey        |
| 347824 | 2002 OM36              | 31 d'octubre de 2007   | Catalina             | CSS                      |
| 347825 | 2002 PD3               | 3 d'agost de 2002      | Palomar              | NEAT                     |
| 347826 | 2002 PZ3               | 18 de juliol de 2002   | Socorro              | LINEAR                   |
| 347827 | 2002 PM24              | 6 d'agost de 2002      | Palomar              | NEAT                     |
| 347828 | 2002 PL25              | 6 d'agost de 2002      | Palomar              | NEAT                     |
| 347829 | 2002 PP33              | 6 d'agost de 2002      | Campo Imperatore     | CINEOS                   |
| 347830 | 2002 PU38              | 6 d'agost de 2002      | Palomar              | NEAT                     |
| 347831 | 2002 PH65              | 11 d'agost de 2002     | Palomar              | NEAT                     |
| 347832 | 2002 PH68              | 6 d'agost de 2002      | Palomar              | NEAT                     |
| 347833 | 2002 PY71              | 9 de juliol de 2002    | Socorro              | LINEAR                   |
| 347834 | 2002 PL72              | 12 d'agost de 2002     | Socorro              | LINEAR                   |
| 347835 | 2002 PV99              | 14 d'agost de 2002     | Socorro              | LINEAR                   |
| 347836 | 2002 PA101             | 11 d'agost de 2002     | Palomar              | NEAT                     |
| 347837 | 2002 PO107             | 13 d'agost de 2002     | Palomar              | NEAT                     |
| 347838 | 2002 PY138             | 12 d'agost de 2002     | Socorro              | LINEAR                   |
| 347839 | 2002 PK140             | 14 d'agost de 2002     | Socorro              | LINEAR                   |
| 347840 | 2002 PM176             | 7 d'agost de 2002      | Palomar              | NEAT                     |
| 347841 | 2002 PR190             | 15 d'agost de 2002     | Palomar              | NEAT                     |
| 347842 | 2002 QL15              | 17 d'agost de 2002     | Palomar              | NEAT                     |
| 347843 | 2002 QB19              | 26 d'agost de 2002     | Palomar              | NEAT                     |
| 347844 | 2002 QX24              | 28 d'agost de 2002     | Socorro              | LINEAR                   |
| 347845 | 2002 QA68              | 28 d'agost de 2002     | Palomar              | NEAT                     |
| 347846 | 2002 QX70              | 18 d'agost de 2002     | Palomar              | NEAT                     |
| 347847 | 2002 QH83              | 16 d'agost de 2002     | Palomar              | NEAT                     |
| 347848 | 2002 QO84              | 16 d'agost de 2002     | Palomar              | NEAT                     |
| 347849 | 2002 QS88              | 30 d'agost de 2002     | Palomar              | NEAT                     |
| 347850 | 2002 QO93              | 18 d'agost de 2002     | Palomar              | NEAT                     |
| 347851 | 2002 QK118             | 30 d'agost de 2002     | Palomar              | NEAT                     |
| 347852 | 2002 QQ134             | 30 d'agost de 2002     | Palomar              | NEAT                     |
| 347853 | 2002 QK144             | 23 de juliol de 2010   | WISE                 | WISE                     |
| 347854 | 2002 QQ149             | 8 d'octubre de 2007    | Calvin-Rehoboth      | L. A. Molnar             |
| 347855 | 2002 RW30              | 4 de setembre de 2002  | Anderson Mesa        | LONEOS                   |
| 347856 | 2002 RW43              | 5 de setembre de 2002  | Socorro              | LINEAR                   |
| 347857 | 2002 RW74              | 5 de setembre de 2002  | Socorro              | LINEAR                   |
| 347858 | 2002 RW122             | 8 de setembre de 2002  | Haleakala            | NEAT                     |
| 347859 | 2002 RT132             | 12 de setembre de 2002 | Essen                | Essen                    |
| 347860 | 2002 RG175             | 13 de setembre de 2002 | Palomar              | NEAT                     |
| 347861 | 2002 RT190             | 12 de setembre de 2002 | Haleakala            | NEAT                     |
| 347862 | 2002 RB201             | 13 de setembre de 2002 | Socorro              | LINEAR                   |
| 347863 | 2002 RE201             | 13 de setembre de 2002 | Socorro              | LINEAR                   |
| 347864 | 2002 RW213             | 5 de setembre de 2002  | Anderson Mesa        | LONEOS                   |
| 347865 | 2002 RE235             | 11 de setembre de 2002 | Palomar              | M. White, M. Collins     |
| 347866 | 2002 RN237             | 15 de setembre de 2002 | Palomar              | R. Matson                |
| 347867 | 2002 RB241             | 14 de setembre de 2002 | Palomar              | R. Matson                |
| 347868 | 2002 RD243             | 14 de setembre de 2002 | Palomar              | NEAT                     |
| 347869 | 2002 RB246             | 1 de setembre de 2002  | Palomar              | NEAT                     |
| 347870 | 2002 RE246             | 1 de setembre de 2002  | Palomar              | NEAT                     |
| 347871 | 2002 RL269             | 10 de setembre de 2002 | Palomar              | NEAT                     |
| 347872 | 2002 RZ270             | 4 de setembre de 2002  | Palomar              | NEAT                     |
| 347873 | 2002 SN52              | 17 de setembre de 2002 | Palomar              | NEAT                     |
| 347874 | 2002 TU3               | 17 de setembre de 2002 | Anderson Mesa        | NEAT                     |
| 347875 | 2002 TA24              | 2 d'octubre de 2002    | Socorro              | LINEAR                   |
| 347876 | 2002 TF26              | 2 d'octubre de 2002    | Socorro              | LINEAR                   |
| 347877 | 2002 TW52              | 2 d'octubre de 2002    | Socorro              | LINEAR                   |
| 347878 | 2002 TH56              | 2 d'octubre de 2002    | Socorro              | LINEAR                   |
| 347879 | 2002 TM59              | 3 d'octubre de 2002    | Palomar              | NEAT                     |
| 347880 | 2002 TP84              | 2 d'octubre de 2002    | Haleakala            | NEAT                     |
| 347881 | 2002 TG85              | 2 d'octubre de 2002    | Haleakala            | NEAT                     |
| 347882 | 2002 TJ109             | 2 d'octubre de 2002    | Haleakala            | NEAT                     |
| 347883 | 2002 TU129             | 4 d'octubre de 2002    | Palomar              | NEAT                     |
| 347884 | 2002 TE156             | 5 d'octubre de 2002    | Palomar              | NEAT                     |
| 347885 | 2002 TB169             | 3 d'octubre de 2002    | Palomar              | NEAT                     |
| 347886 | 2002 TG170             | 3 d'octubre de 2002    | Palomar              | NEAT                     |
| 347887 | 2002 TG186             | 4 d'octubre de 2002    | Socorro              | LINEAR                   |
| 347888 | 2002 TE190             | 6 d'octubre de 2002    | Socorro              | LINEAR                   |
| 347889 | 2002 TX202             | 4 d'octubre de 2002    | Socorro              | LINEAR                   |
| 347890 | 2002 TQ207             | 4 d'octubre de 2002    | Socorro              | LINEAR                   |
| 347891 | 2002 TS218             | 5 d'octubre de 2002    | Socorro              | LINEAR                   |
| 347892 | 2002 TR219             | 5 d'octubre de 2002    | Socorro              | LINEAR                   |
| 347893 | 2002 TO287             | 10 d'octubre de 2002   | Socorro              | LINEAR                   |
| 347894 | 2002 TO364             | 10 d'octubre de 2002   | Apache Point         | Sloan Digital Sky Survey |
| 347895 | 2002 TP368             | 10 d'octubre de 2002   | Apache Point         | Sloan Digital Sky Survey |
| 347896 | 2002 TQ369             | 10 d'octubre de 2002   | Apache Point         | Sloan Digital Sky Survey |
| 347897 | 2002 TY379             | 6 d'octubre de 2002    | Palomar              | NEAT                     |
| 347898 | 2002 UH74              | 30 d'octubre de 2002   | Palomar              | NEAT                     |
| 347899 | 2002 UR74              | 30 d'octubre de 2002   | Palomar              | NEAT                     |
| 347900 | 2002 VR3               | 1 de novembre de 2002  | Palomar              | NEAT                     |

## 347901-348000
| Nom                 | Designació provisional | Data de descobriment   | Lloc de descobriment | Descobridor/s      |
| ------------------- | ---------------------- | ---------------------- | -------------------- | ------------------ |
| 347901              | 2002 VD5               | 4 de novembre de 2002  | Wrightwood           | J. W. Young        |
| 347902              | 2002 VO71              | 7 de novembre de 2002  | Socorro              | LINEAR             |
| 347903              | 2002 VC76              | 7 de novembre de 2002  | Socorro              | LINEAR             |
| 347904              | 2002 VO138             | 15 de novembre de 2002 | Palomar              | NEAT               |
| 347905              | 2002 WV12              | 6 de novembre de 2002  | Socorro              | LINEAR             |
| 347906              | 2002 WT24              | 19 de novembre de 2009 | Mount Lemmon         | Mt. Lemmon Survey  |
| 347907              | 2002 WQ30              | 24 de novembre de 2002 | Palomar              | NEAT               |
| 347908              | 2002 XW1               | 1 de desembre de 2002  | Socorro              | LINEAR             |
| 347909              | 2002 XL18              | 5 de desembre de 2002  | Socorro              | LINEAR             |
| 347910              | 2002 XP52              | 10 de desembre de 2002 | Socorro              | LINEAR             |
| 347911              | 2002 XA121             | 3 de desembre de 2002  | Palomar              | NEAT               |
| 347912              | 2002 YK15              | 31 de desembre de 2002 | Socorro              | LINEAR             |
| 347913              | 2002 YL26              | 31 de desembre de 2002 | Socorro              | LINEAR             |
| 347914              | 2003 AN3               | 1 de gener de 2003     | Socorro              | LINEAR             |
| 347915              | 2003 AQ51              | 5 de gener de 2003     | Socorro              | LINEAR             |
| 347916              | 2003 BO37              | 28 de gener de 2003    | Kitt Peak            | Spacewatch         |
| 347917              | 2003 BS39              | 28 de desembre de 2002 | Kitt Peak            | Spacewatch         |
| 347918              | 2003 BD42              | 27 de gener de 2003    | Palomar              | NEAT               |
| 347919              | 2003 BS42              | 29 de gener de 2003    | Palomar              | NEAT               |
| 347920              | 2003 BX46              | 24 de gener de 2003    | Pla D'Arguines       | R. Ferrando        |
| 347921              | 2003 BU70              | 31 de gener de 2003    | Kitt Peak            | Spacewatch         |
| 347922              | 2003 BA77              | 29 de gener de 2003    | Palomar              | NEAT               |
| 347923              | 2003 BA91              | 31 de gener de 2003    | Socorro              | LINEAR             |
| 347924              | 2003 BP93              | 9 de febrer de 2003    | Palomar              | NEAT               |
| 347925              | 2003 CF12              | 28 de gener de 2003    | Palomar              | NEAT               |
| 347926              | 2003 CH17              | 7 de febrer de 2003    | Desert Eagle         | W. K. Y. Yeung     |
| 347927              | 2003 DZ12              | 26 de febrer de 2003   | Campo Imperatore     | CINEOS             |
| 347928              | 2003 EM                | 3 de març de 2003      | Socorro              | LINEAR             |
| 347929              | 2003 EG24              | 6 de març de 2003      | Socorro              | LINEAR             |
| 347930              | 2003 EN27              | 6 de març de 2003      | Anderson Mesa        | LONEOS             |
| 347931              | 2003 EE41              | 8 de març de 2003      | Palomar              | NEAT               |
| 347932              | 2003 FW4               | 25 de març de 2003     | Wrightwood           | J. W. Young        |
| 347933              | 2003 FF58              | 26 de març de 2003     | Palomar              | NEAT               |
| 347934              | 2003 FS59              | 26 de març de 2003     | Palomar              | NEAT               |
| 347935              | 2003 FV61              | 26 de març de 2003     | Palomar              | NEAT               |
| 347936              | 2003 FK66              | 26 de març de 2003     | Palomar              | NEAT               |
| 347937              | 2003 FR86              | 28 de març de 2003     | Anderson Mesa        | LONEOS             |
| 347938              | 2003 FF94              | 29 de març de 2003     | Anderson Mesa        | LONEOS             |
| 347939              | 2003 FA99              | 30 de març de 2003     | Socorro              | LINEAR             |
| 347940 Jorgezuluaga | 2003 FZ128             | 30 de març de 2003     | Merida               | I. Ferrin, C. Leal |
| 347941              | 2003 FQ130             | 26 de març de 2003     | Kitt Peak            | Spacewatch         |
| 347942              | 2003 GV14              | 3 d'abril de 2003      | Socorro              | LINEAR             |
| 347943              | 2003 GF57              | 9 d'abril de 2003      | Kitt Peak            | Spacewatch         |
| 347944              | 2003 HO17              | 25 d'abril de 2003     | Anderson Mesa        | LONEOS             |
| 347945              | 2003 HM23              | 25 d'abril de 2003     | Kitt Peak            | Spacewatch         |
| 347946              | 2003 HE26              | 25 d'abril de 2003     | Kitt Peak            | Spacewatch         |
| 347947              | 2003 LA                | 1 de juny de 2003      | Kitt Peak            | Spacewatch         |
| 347948              | 2003 MW5               | 26 de juny de 2003     | Socorro              | LINEAR             |
| 347949              | 2003 OO15              | 23 de juliol de 2003   | Palomar              | NEAT               |
| 347950              | 2003 OM26              | 24 de juliol de 2003   | Palomar              | NEAT               |
| 347951              | 2003 OM29              | 24 de juliol de 2003   | Palomar              | NEAT               |
| 347952              | 2003 PK4               | 2 d'agost de 2003      | Reedy Creek          | J. Broughton       |
| 347953              | 2003 QG                | 18 d'agost de 2003     | Campo Imperatore     | CINEOS             |
| 347954              | 2003 QV23              | 21 d'agost de 2003     | Palomar              | NEAT               |
| 347955              | 2003 QV27              | 25 de juliol de 2003   | Palomar              | NEAT               |
| 347956              | 2003 QP61              | 23 d'agost de 2003     | Socorro              | LINEAR             |
| 347957              | 2003 QD77              | 24 d'agost de 2003     | Socorro              | LINEAR             |
| 347958              | 2003 QL89              | 26 d'agost de 2003     | Crni Vrh             | Crni Vrh           |
| 347959              | 2003 QE100             | 28 d'agost de 2003     | Palomar              | NEAT               |
| 347960              | 2003 QX105             | 25 d'agost de 2003     | Socorro              | LINEAR             |
| 347961              | 2003 RK1               | 29 d'agost de 2003     | Haleakala            | NEAT               |
| 347962              | 2003 RC5               | 3 de setembre de 2003  | Essen                | Essen              |
| 347963              | 2003 RB8               | 4 de setembre de 2003  | Socorro              | LINEAR             |
| 347964              | 2003 RE8               | 5 de setembre de 2003  | Socorro              | LINEAR             |
| 347965              | 2003 RZ9               | 1 de setembre de 2003  | Socorro              | LINEAR             |
| 347966              | 2003 RG24              | 15 de setembre de 2003 | Anderson Mesa        | LONEOS             |
| 347967              | 2003 SU25              | 17 de setembre de 2003 | Kitt Peak            | Spacewatch         |
| 347968              | 2003 SD31              | 18 de setembre de 2003 | Kitt Peak            | Spacewatch         |
| 347969              | 2003 SK33              | 16 de setembre de 2003 | Anderson Mesa        | LONEOS             |
| 347970              | 2003 SL42              | 16 de setembre de 2003 | Anderson Mesa        | LONEOS             |
| 347971              | 2003 SN44              | 16 de setembre de 2003 | Anderson Mesa        | LONEOS             |
| 347972              | 2003 SW44              | 16 de setembre de 2003 | Anderson Mesa        | LONEOS             |
| 347973              | 2003 SM60              | 17 de setembre de 2003 | Kitt Peak            | Spacewatch         |
| 347974              | 2003 SR61              | 17 de setembre de 2003 | Socorro              | LINEAR             |
| 347975              | 2003 SU63              | 17 de setembre de 2003 | Socorro              | LINEAR             |
| 347976              | 2003 SM70              | 17 de setembre de 2003 | Kitt Peak            | Spacewatch         |
| 347977              | 2003 SE80              | 19 de setembre de 2003 | Haleakala            | NEAT               |
| 347978              | 2003 SY86              | 17 de setembre de 2003 | Socorro              | LINEAR             |
| 347979              | 2003 SZ90              | 18 de setembre de 2003 | Socorro              | LINEAR             |
| 347980              | 2003 SQ91              | 18 de setembre de 2003 | Palomar              | NEAT               |
| 347981              | 2003 SM95              | 19 de setembre de 2003 | Palomar              | NEAT               |
| 347982              | 2003 SG98              | 19 de setembre de 2003 | Kitt Peak            | Spacewatch         |
| 347983              | 2003 SB99              | 19 de setembre de 2003 | Haleakala            | NEAT               |
| 347984              | 2003 SZ106             | 20 de setembre de 2003 | Palomar              | NEAT               |
| 347985              | 2003 SQ108             | 19 de setembre de 2003 | Anderson Mesa        | LONEOS             |
| 347986              | 2003 SP115             | 16 de setembre de 2003 | Socorro              | LINEAR             |
| 347987              | 2003 SY116             | 16 de setembre de 2003 | Palomar              | NEAT               |
| 347988              | 2003 SJ123             | 18 de setembre de 2003 | Palomar              | NEAT               |
| 347989              | 2003 SH134             | 18 de setembre de 2003 | Palomar              | NEAT               |
| 347990              | 2003 SO136             | 19 de setembre de 2003 | Campo Imperatore     | CINEOS             |
| 347991              | 2003 SR144             | 19 de setembre de 2003 | Palomar              | NEAT               |
| 347992              | 2003 SB148             | 16 de setembre de 2003 | Socorro              | LINEAR             |
| 347993              | 2003 SD165             | 20 de setembre de 2003 | Anderson Mesa        | LONEOS             |
| 347994              | 2003 SL165             | 20 de setembre de 2003 | Anderson Mesa        | LONEOS             |
| 347995              | 2003 SZ177             | 19 de setembre de 2003 | Palomar              | NEAT               |
| 347996              | 2003 SS194             | 20 de setembre de 2003 | Palomar              | NEAT               |
| 347997              | 2003 SH207             | 26 de setembre de 2003 | Socorro              | LINEAR             |
| 347998              | 2003 SA209             | 24 de setembre de 2003 | Palomar              | NEAT               |
| 347999              | 2003 SP209             | 20 de setembre de 2003 | Kitt Peak            | Spacewatch         |
| 348000              | 2003 SK210             | 26 de setembre de 2003 | Socorro              | LINEAR             |